# Ludwig IV. (HRR)

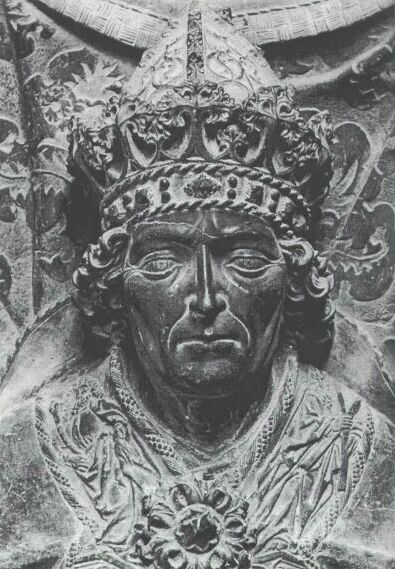
Kaiser Ludwig der Bayer, spätgotisches Epitaph aus rotem Marmor in der Münchner Frauenkirche

Ludwig IV. (bekannt als Ludwig der Bayer [Ludovicus Bavarus]; * 1282 oder 1286 in München; † 11. Oktober 1347 in Puch bei Fürstenfeldbruck) aus dem Haus Wittelsbach war ab 1314 römisch-deutscher König und ab 1328 Kaiser des Heiligen Römischen Reiches.
Nach dem Tod Kaiser Heinrichs VII. aus dem Haus Luxemburg wurden im römisch-deutschen Reich im Jahre 1314 mit dem Wittelsbacher Ludwig und dem Habsburger Friedrich zwei Könige gewählt und gekrönt. Der Thronstreit dauerte mehrere Jahre an und fand in der Schlacht bei Mühldorf 1322 eine Vorentscheidung für die wittelsbachische Seite. Durch den Münchner Vertrag von 1325 wurde für kurze Zeit ein für das mittelalterliche Reich bislang völlig unbekanntes Doppelkönigtum festgelegt und der Thronstreit beigelegt. Ludwigs Eingreifen in Norditalien entfachte einen Konflikt mit dem Papsttum, der von 1323/24 bis zu seinem Tod 1347, fast seine gesamte Herrschaftszeit, andauerte. Der Wittelsbacher verfiel 1324 der Exkommunikation und blieb bis zu seinem Tod im Kirchenbann. Während des Konfliktes mit der Kurie entwickelte sich die Reichsverfassung in eine säkulare Richtung. Im Jahre 1328 fand eine „papstfreie“ Kaiserkrönung statt, indem Ludwig die Kaiserkrone vom römischen Volk empfing. Ludwig war der erste Wittelsbacher als römisch-deutscher Kaiser. Im 14. Jahrhundert wurde er von kurialen und papstnahen Quellen in gezielter Herabsetzung mit dem Beinamen „der Bayer“ (Bavarus) belegt. Seit den 1330er Jahren verfolgte Ludwig eine intensivere Hausmachtpolitik und erwarb mit Niederbayern und Tirol große Gebiete. Der Herrschaftsausbau gefährdete aber auch die Konsensherrschaft mit den Fürsten als wesentliches Herrschaftsmuster des 14. Jahrhunderts. Diese Spannungen im Gleichgewicht zwischen Fürsten und Kaiser führten 1346 zur Wahl Karls IV. als Gegenkönig. Ludwig starb 1347 im Kirchenbann.

## Leben

### Herkunft und Jugend

Stammbaum Ludwig der Bayer

Ludwig entstammte dem adligen Geschlecht der Wittelsbacher. Sein Ururgroßvater Otto I. wurde 1180 durch den staufischen Kaiser Friedrich I. mit dem Herzogtum Bayern belehnt. Dadurch stiegen die Wittelsbacher zu Reichsfürsten auf. Sie waren jedoch nicht nur politisch Getreue der Staufer, sondern sie pflegten zu ihnen auch verwandtschaftliche Beziehungen. Die Bayernherzöge Ludwig II. der Strenge, Vater Ludwigs des Bayern, und Heinrich XIII. waren über ihre Schwester Elisabeth mit dem römisch-deutschen König Konrad IV. verschwägert. Konrads Sohn Konradin war somit ein Vetter Ludwigs des Bayern. Konradin scheiterte an der Rückeroberung Süditaliens in der Schlacht bei Tagliacozzo. Mit seiner Hinrichtung in Neapel starben die Staufer 1268 aus. Sein Onkel Ludwig der Strenge erbte infolgedessen die staufischen Besitzungen bis zum Lech.
Für den weiteren Aufstieg seiner Familie nutzte Ludwig der Strenge eine Eheverbindung als politisches Mittel: Am Krönungstag Rudolfs von Habsburg 1273 heiratete er die Königstochter Mathilde (Mechthild). Aus dieser Ehe – seiner dritten – gingen zwei Söhne hervor: 1274 wurde Rudolf und wohl 1282 oder 1286 Ludwig, der künftige Kaiser, geboren. Am Wiener Hof Herzog Albrechts I. wurde er gemeinsam mit den Söhnen des Herzogs erzogen. Ludwigs dortiger „Spielkamerad“ war sein Vetter Friedrich der Schöne, der später zu seinem Rivalen um den Königsthron werden sollte. Ludwigs Vater starb Anfang Februar 1294. Kurz nach dem 14. Oktober 1308 heiratete Ludwig die etwa achtzehnjährige Beatrix aus der Linie Schlesien-Schweidnitz.
Im Jahr 1310 kam es über das väterliche Erbe in Bayern zum Streit zwischen den Brüdern. Wie es Herzog Ludwig II. der Strenge in seinem Testament bestimmt hatte, teilte sich Ludwig die Herrschaft in der Pfalzgrafschaft und im Herzogtum Oberbayern mit seinem älteren Bruder Rudolf I. In Niederbayern, wo Herzog Stephan I. im Dezember 1310 verstorben war, übernahm Ludwig mit seinem Vetter Otto III. die Vormundschaft über Stephans unmündige Kinder Otto IV. und Heinrich XIV. Über die Wahrnehmung der Vormundschaft brachen bald Streitigkeiten zwischen Herzog Ludwig von Oberbayern und den Habsburgern aus. Ludwig vollzog gegenüber seinem Bruder einen Kurswechsel: Im Münchener Frieden vom 21. Juni 1313 legten sie ihren Streit bei und beschlossen für Oberbayern eine gemeinsame Regierung. Der Vertrag hatte nur ein Jahr Bestand, jedoch verschaffte sich Ludwig dadurch den notwendigen Handlungsspielraum gegenüber den Habsburgern. In der Schlacht von Gammelsdorf am 9. November 1313 besiegte Ludwig den Habsburger Friedrich den Schönen vernichtend. Darauf konnte er die Vormundschaft über seine niederbayerischen Vettern sichern und seinen Einfluss im Südosten des Reiches steigern. Es gelang ihm, Friedrich den Schönen endgültig aus Niederbayern zu verdrängen. Sein militärischer Erfolg erhöhte sein Ansehen im gesamten Reich und machte ihn zu einem potenziellen Kandidaten für die anstehende Königswahl. Bei den anschließenden Friedensverhandlungen in Salzburg wurden unterschiedliche symbolische Zeichen und Gesten für die Inszenierung der Friedensstiftung verwendet: Umarmungen und Küsse, gemeinsames Mahl, gemeinsames Lager, gleiche Kleidung. Dies überliefert sowohl die Chronica Ludovici aus der wittelsbachischen Perspektive als auch die Chronik des habsburgerfreundlichen Johann von Viktring. Die von beiden Seiten betonte Friedenssymbolik lässt den späteren Bruch der Absprachen durch den politischen Gegner umso dramatischer erscheinen. Am 17. April 1314 beendete ein in Salzburg geschlossener Vertrag die Auseinandersetzungen.

### Thronstreit (1314–1325)

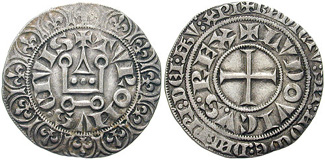
Münze aus Aachen mit der Umschrift +LVDOVICV•S• REX (rechts) und +TVRONVS•CIVIS (links) aus dem Jahr 1314.

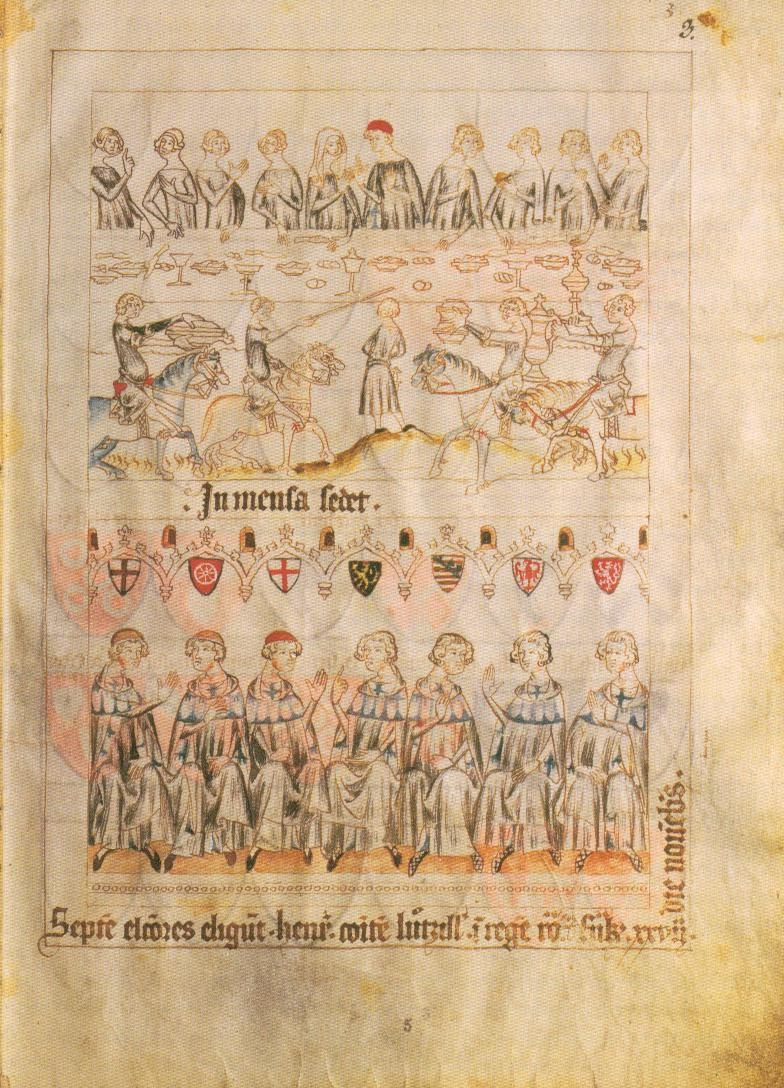
Die um 1330–1345 entstandene Bilderchronik „Kaiser Heinrichs Romfahrt“ mit den sieben Wahlfürsten. Die Kurfürsten sind an ihren Wappen über ihren Köpfen zu erkennen. Dargestellt sind von links nach rechts die Erzbischöfe von Köln, Mainz und Trier, der Pfalzgraf bei Rhein, der Herzog von Sachsen, der Markgraf von Brandenburg und der König von Böhmen. (Landeshauptarchiv Koblenz, Bestand 1 C Nr. 1 fol. 3b)

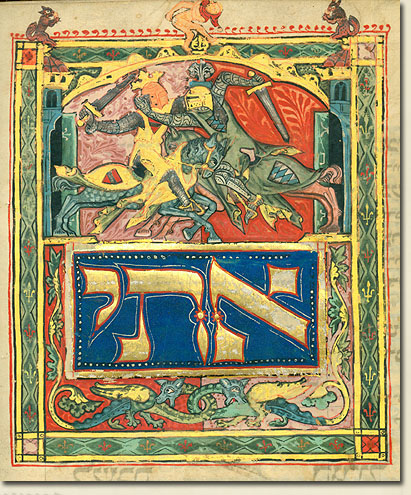
Die Schlacht von Mühldorf wird in einer jüdischen Handschrift als Zweikampf zwischen Ludwig und Friedrich dargestellt. Machsor Tripartitum, Süddeutschland um 1322, Bibliothek und Informationszentrum der Ungarischen Akademie der Wissenschaften, Budapest (Orientalische Sammlung, Kaufmann MS A 384), fol. 13v

Nach dem Tod Kaiser Heinrichs VII. von Luxemburg im August 1313 dauerte es 14 Monate, bis es zu einer Königswahl durch die sieben Kurfürsten kam. Als Sohn des verstorbenen Kaisers aus dem Hause Luxemburg wollte König Johann von Böhmen zunächst die Nachfolge antreten. Neben seiner böhmischen Kurstimme konnte er auf die Stimmen des Mainzer Erzbischofs Peter von Aspelt und seines Onkels, des Trierer Erzbischofs Balduin, zählen. Der französische König Philipp IV. versuchte mit seinem gleichnamigen Sohn einen Angehörigen seiner Dynastie, der Kapetinger, auf den römisch-deutschen Thron zu bringen, blieb aber wie schon 1310 bei der Wahl Heinrichs VII. bei den Kurfürsten erfolglos. Ernsthaften Widerstand gegen den Thronanspruch der Luxemburger leisteten nur die Habsburger. Im Machtbereich Friedrichs des Schönen (Österreich, Steiermark, Schweiz, Elsass) hätte bei Ablehnung seiner Thronambition ein nichthabsburgischer König kaum Anerkennung gefunden. Der Kölner Erzbischof Heinrich von Virneburg wollte eine Dynastiebildung durch die Luxemburger verhindern. Er sicherte dem Habsburger seine Kurstimme zu.
Angesichts der verworrenen Verhältnisse überredeten der Mainzer und der Trierer Erzbischof Johann von Böhmen zum Verzicht auf eine Kandidatur. Sie traten für den Wittelsbacher Ludwig als Kompromisskandidaten ein, um den Habsburger Friedrich als neuen römisch-deutschen König zu verhindern. Ludwig hatte durch seinen Sieg über Friedrich bei Gammelsdorf Ansehen erworben und verfügte auch sonst über hinreichend Ausstrahlung. Darüber hinaus stellten die Wittelsbacher wegen des besagten Bruderstreits keine große Gefahr durch ein starkes Königshaus dar. Aus Sicht der Luxemburger war Ludwig auch wegen seiner äußerst geringen Machtbasis geeignet – „er war ein Fürst ohne Land“ – und verfügte weder über Hausmacht noch über größere Einkünfte. Neben den Erzbischöfen von Trier und Mainz war auch der Markgraf Woldemar von Brandenburg für Ludwig. Damit besaß Ludwig gute Aussichten gewählt zu werden, doch die böhmische Kurstimme wurde vom 1310 vertriebenen Herzog Heinrich von Kärnten beansprucht, der seine Stimme dem Habsburger geben wollte. Unsicher war zudem die Stimme von Sachsen. Dort beanspruchten sowohl die lauenburgische als auch die wittenbergische Linie das Kurrecht. Den Habsburger Friedrich unterstützten der Erzbischof von Köln, der Pfalzgraf Rudolf I. bei Rhein und der Wittenberger Kurfürst Rudolf von Sachsen. Die Uneinigkeit der Kurfürsten führte schließlich zur Wahl beider Konkurrenten durch ihre jeweiligen Anhänger, wobei Ludwigs Bruder Rudolf für den Gegenkandidaten Friedrich stimmte.
Am 19. Oktober 1314 wurde Friedrich von Österreich in Sachsenhausen zum König erhoben, einen Tag später wurde Ludwig vor den Toren Frankfurts gewählt. Beide Königskrönungen fanden am 25. November statt. Doch sie wiesen legitimatorische Schwächen auf. Ludwig wurde zusammen mit seiner Gemahlin Beatrix am traditionellen Krönungsort in Aachen gekrönt, jedoch verfügte er nur über nachgebildete Insignien und hatte mit dem Erzbischof von Mainz den falschen Koronator („Königskröner“). Friedrich wurde zwar vom richtigen Koronator, dem Erzbischof von Köln, gekrönt und war im Besitz der echten Reichsinsignien, doch fand seine Erhebung nicht in der Krönungsstadt Aachen statt, sondern am völlig ungewohnten Krönungsort Bonn. In der habsburgfeindlichen Chronica Ludovici wird behauptet, Friedrich sei auf einem Fass zum König erhoben worden und dabei ins Fass gefallen. Damit wollte der Chronist die Unrechtmäßigkeit dieser Königserhebung verdeutlichen.
In dieser politischen Konstellation hätte das Papsttum eine größere Rolle spielen können. Papst Clemens V. war jedoch ein halbes Jahr vor der Königswahl am 20. April 1314 gestorben. Der Stuhl Petri blieb bis zum 7. August 1316, also für mehr als zwei Jahre, verwaist. In dieser Situation hätte eine militärische Entscheidung Klarheit gebracht; der Ausgang der Schlacht wäre als Gottesurteil verstanden worden. Zwischen 1314 und 1322 wichen jedoch die Gekrönten einer solchen Entscheidung wiederholt aus. Friedrich dem Schönen gaben seine bisherigen militärischen Misserfolge Anlass zur Zurückhaltung: Nachdem er schon bei Gammelsdorf Ludwig unterlegen war, mussten die Habsburger am 15. November 1315 in der Schlacht am Morgarten eine Niederlage gegen die Eidgenossenschaft hinnehmen. Zu kleineren Gefechten kam es 1315 bei Speyer und Buchloe, 1316 bei Esslingen, 1319 bei Mühldorf und 1320 bei Straßburg. Eine größere Schlacht blieb jedoch aus. Die Folgejahre brachten eine personelle Verschiebung zu Ungunsten Ludwigs. Aus dem Tod des Markgrafen Woldemar von Brandenburg (1319) konnte weder Ludwig noch Friedrich einen Vorteil ziehen, doch nach dem Tod des Mainzer Erzbischofs Peter von Aspelt am 5. Juni 1320 ernannte Papst Johannes XXII. Matthias von Bucheck, einen Anhänger der Habsburger, zum Nachfolger. Der 1316 neugewählte Papst hatte sich bislang im Thronstreit zurückgehalten, handelte nun aber gegen Ludwig.
Wenige Wochen vor der entscheidenden Schlacht starb im August 1322 Ludwigs erste Frau Beatrix. Drei der sechs Kinder aus dieser Verbindung erreichten das Erwachsenenalter: Mechthild, Ludwig V. und Stephan II. Am 28. September 1322 besiegte Ludwig in der Schlacht bei Mühldorf seinen Gegenspieler Friedrich von Habsburg erneut, wobei er maßgeblich von Truppen des Burggrafen Friedrich IV. von Nürnberg unterstützt wurde. Möglicherweise sogar kriegsentscheidend half das Kloster Fürstenfeld dem Wittelsbacher, indem es die habsburgischen Boten abfing. Dafür wurde das Kloster von Ludwig mit zahlreichen Privilegien bedacht. Friedrich geriet in Gefangenschaft. Seinen habsburgischen Verwandten soll Ludwig mit den Worten empfangen haben: „Vetter, ich sah Euch nie so gern wie heute“. Für die kommenden drei Jahre hielt Ludwig seinen Vetter auf der oberpfälzischen Burg Trausnitz in Haft.

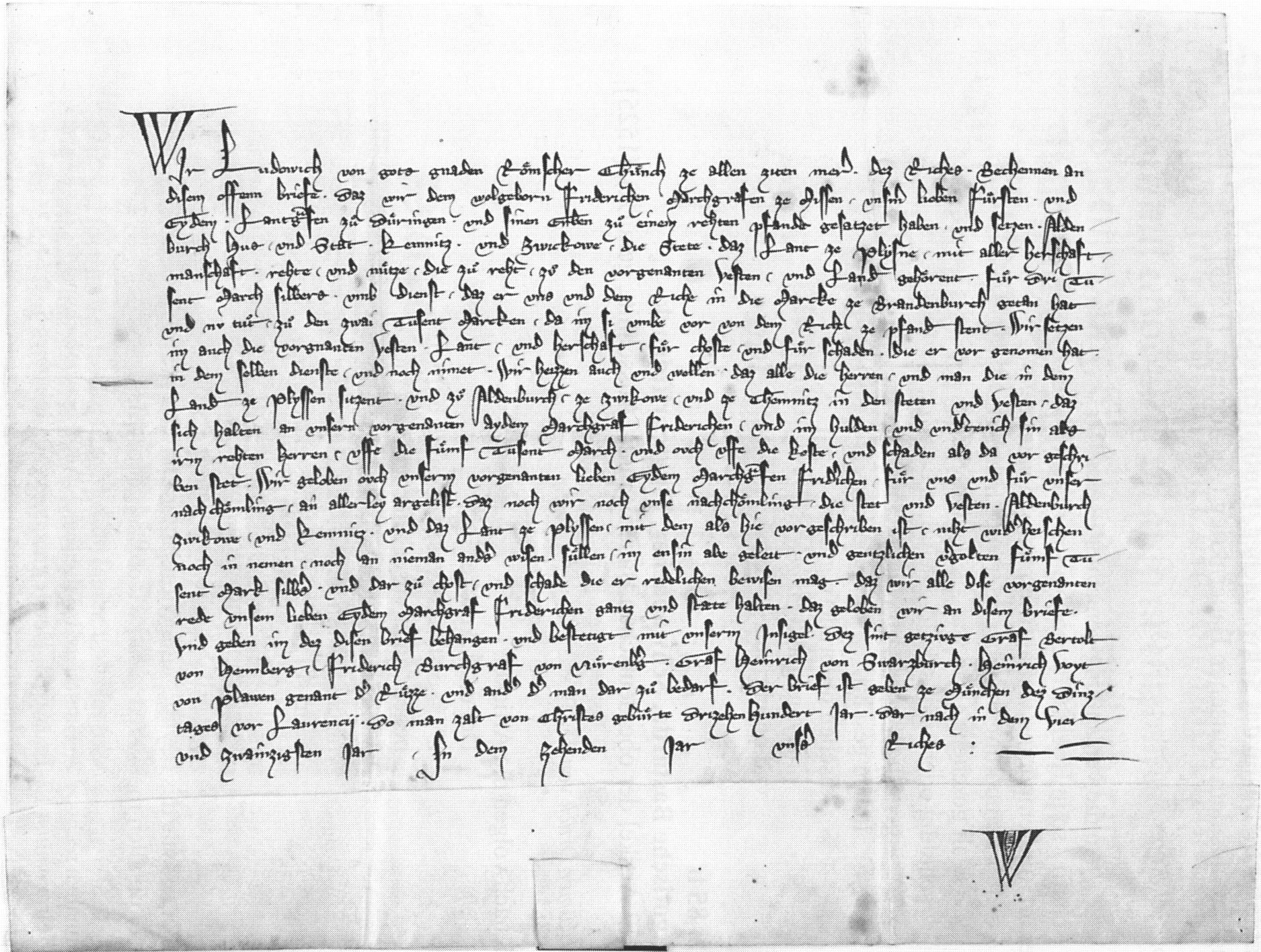
Urkunde Ludwigs von 1324 für den damals noch unmündigen Markgrafen Friedrich II. von Meißen. Sächsisches Staatsarchiv, Hauptstaatsarchiv Dresden, 10001 Ältere Urkunden, Nr. 2322

Ludwigs Herrschaft war aber trotz des Sieges nicht gesichert, denn die Habsburger behielten ihre feindselige Haltung bei und am 23. März 1324 exkommunizierte Johannes XXII. den König, nachdem er diesen Schritt wiederholt angedroht hatte. Der Wittelsbacher hatte ohne päpstliche Approbation den Titel eines römischen Königs geführt und begonnen, sich in Oberitalien in der Reichspolitik zu betätigen, indem er in unmittelbarer Nähe zum Kirchenstaat Ämter und Würden vergab. Der Papst versuchte selbst Oberitalien seinem Einfluss zu unterwerfen. Nach dem Willen des Papstes sollte Ludwig innerhalb von drei Monaten zurücktreten und alle bisherigen Verfügungen widerrufen. Nach Ablauf der Frist verhängte der Papst die Exkommunikation. Bis zu seinem Tod 1347 blieb Ludwig im Kirchenbann. Auf den Kirchenbann reagierte der König mit drei Appellationen („Nürnberger Appellation“ im Dezember 1323, „Frankfurter Appellation“ im Januar 1324 und „Sachsenhausener Appellation“ im Mai 1324) an den Papst. Er bestand auf seinem Herrschaftsrecht durch Wahl der Kurfürsten und Krönung und erklärte sich zur Rechtfertigung vor einem Konzil bereit. Die Appellationen stießen jedoch beim Papst auf kein Gehör. Vielmehr entzog Johannes XXII. am 11. Juli 1324 Ludwig die königlichen Herrschaftsrechte, exkommunizierte auch seine Getreuen und drohte ihm bei weiterem Ungehorsam den Entzug seiner Reichslehen und der bayerischen Herzogswürde an. Die Brüder Friedrichs versuchten, vom päpstlichen Bann zu profitieren. Sie leisteten unter der Führung Leopolds von Habsburg der wittelsbachischen Herrschaft weiterhin Widerstand.
Angesichts des Widerstands der Habsburger und des Papstes entschloss sich Ludwig zu einem Ausgleich mit Friedrich. In geheimen Verhandlungen verzichtete der gefangene Friedrich am 13. März 1325 in Trausnitz (,Trausnitzer Sühne') auf die Krone und die habsburgischen Reichslehen. Außerdem musste er auch im Namen seiner Brüder die Herrschaft des Wittelsbachers anerkennen. Daraufhin ließ Ludwig den Habsburger frei. Friedrich musste kein Lösegeld zahlen, jedoch das im Thronstreit erworbene Reichsgut an Ludwig herausgeben. Der Trausnitzer Friede zwischen Ludwig und Friedrich wurde durch Urkundenform und symbolische Handlungen für alle Anwesenden visualisiert. Das Abkommen wurde rituell am Osterfest durch den gemeinsamen Empfang der Eucharistie und den Friedenskuss bekräftigt. Gemeinsam hörten die Rivalen die Messe und empfingen die Kommunion in Gestalt einer zwischen ihnen aufgeteilten Hostie. Der Empfang des Abendmahles verlieh dem Frieden einen sakralen Charakter. Ähnlich wie ein Eid verpflichtete die geteilte Hostie beide Herrscher auf künftiges Einvernehmen. Ein gemeinsames Mahl gehörte seit dem Frühmittelalter zu den üblichen Handlungen zur Demonstration von Frieden und Freundschaft. Durch das gemeinsame Abendmahl ignorierte Friedrich darüber hinaus demonstrativ die päpstliche Exkommunikation des Wittelsbachers und stellte sich gegen den Papst. Ein Verlobungsversprechen festigte den Friedensvertrag: Stephan, der Sohn Ludwigs, sollte mit Friedrichs Tochter Elisabeth verehelicht werden. Mit der Trausnitzer Sühne vom 13. März 1325 endete der seit 1314 anhaltende Thronstreit.

### Doppelherrschaft (1325–1327)

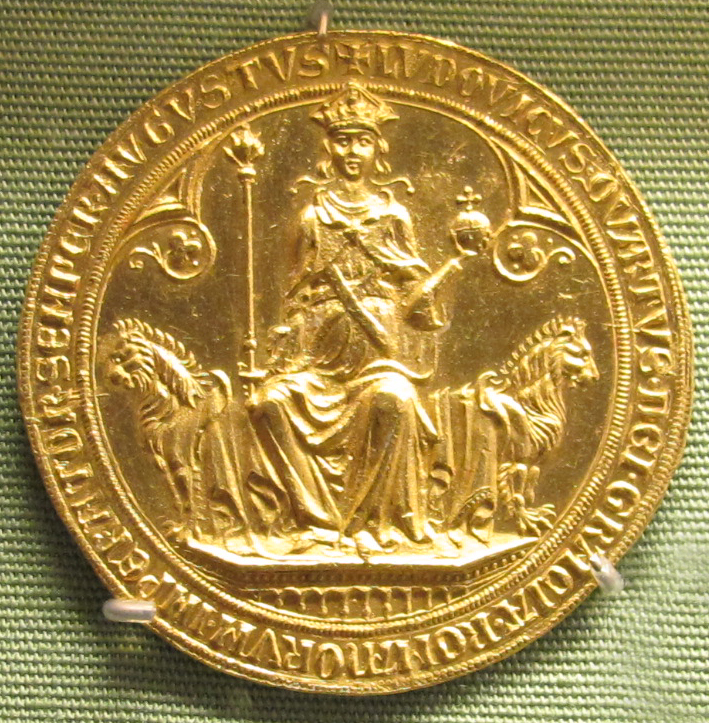
Die 1328 angefertigte Goldbulle zeigt auf der Vorderseite Kaiser Ludwig IV., der zwischen zwei Löwen thront.

Doch Friedrichs Brüder akzeptierten den Trausnitzer Vertrag keineswegs. Es folgten weitere Geheimverhandlungen zwischen Ludwig und Friedrich. Ein halbes Jahr später rückte Ludwig von seinem Anspruch auf Alleinherrschaft ab. Im Münchner Vertrag vom 5. September 1325 verpflichteten sich Ludwig und Friedrich auf ein Doppelkönigtum. Eine gleichberechtigte Doppelherrschaft war für das mittelalterliche Reich ein bis dahin unbekanntes politisches Konzept, das auch später nicht mehr in Erwägung gezogen wurde. Friedrich sollte Mitkönig in Deutschland werden und sein Bruder Leopold das Reichsvikariat in Italien erhalten.
Über Ludwigs Gründe für diesen Schritt sind in der Forschung unterschiedliche Vermutungen angestellt worden. Heinz Thomas bezweifelte, dass sich Ludwig an die Vereinbarung halten wollte. Er sah in dem Vertrag einen taktischen Schachzug, mit dem Ludwig die Habsburger und vor allem Friedrichs widerwilligen Bruder Leopold auf seine Seite ziehen wollte. Dagegen nahmen Michael Menzel, Martin Clauss und Roland Pauler an, dass der Wittelsbacher ernsthaft beabsichtigte, den Münchner Vertrag umzusetzen. Menzel sah das Abkommen als taktisches Manöver gegen Papst Johannes XXII. Der päpstliche Einfluss würde im Reich an Bedeutung verlieren und eine Einigung mit den wichtigsten Fürsten würde die Auswirkungen der Exkommunikation erheblich verringern. Für Clauss und Pauler schuf der Münchner Vertrag erweiterten Handlungsspielraum für die Italienpolitik. Der habsburgische Mitkönig sollte die Herrschaft im Reich nördlich der Alpen stabilisieren.

König Friedrich der Schöne. Chronik der 95 Herrschaften, Innsbruck, Universitäts- und Landesbibliothek Tirol, Cod. 255, fol. 95v.

Für die Jahre der Doppelherrschaft wurde der Konsens politisch und symbolisch ausgestaltet. Im Münchner Vertrag bezeichneten die beiden Könige einander als Brüder. Damit verdeutlichten sie ihren Zusammenschluss als gleichberechtigte Partner mit der Forderung nach gegenseitiger Unterstützung. Auf eine Doppelkrönung verzichteten sie, da die übliche Herrschaftsrepräsentation nur einen König vorsah und im gesamten Mittelalter die Vorstellung der monarchischen Einherrschaft dominierte. Bei der Lehnsinvestitur hatten die Reichsfürsten beiden Herrschern zu huldigen. Für die Repräsentation der Doppelherrschaft wurden neue Siegel erstellt. Jeder König führte sein eigenes Siegel, allerdings musste der Name des Mitkönigs vor dem eigenen Namen erscheinen. In den Jahren der Doppelherrschaft demonstrierten die beiden Könige ihren Konsens politisch und symbolisch. Gegenseitiges Vertrauen und Einmütigkeit wurden in einer Vielzahl von Akten betont. Die Herrscher bezeichneten sich gegenseitig als König, speisten und tranken gemeinsam und teilten sich sogar ein Bett. Allerdings waren die Möglichkeiten, das bislang unbekannte Herrschaftsgefüge angemessen zeremoniell zum Ausdruck zu bringen, begrenzt. Die Inszenierung dieses neuen Herrschaftskonzeptes beschränkte sich auf friedliches Einvernehmen. Der Münchner Vertrag enthielt keine konkreten Bestimmungen zur Umsetzung der Doppelherrschaft. Wichtige Aspekte wie das Münzwesen oder die Kommunikation mit den Fürsten und Städten blieben ausgespart. Der Papst erklärte den von den Königen beschworenen Vertrag für ungültig.
Das Doppelkönigtum dauerte nur kurze Zeit. In Ulm erklärte sich Ludwig am 7. Januar 1326 erstmals bereit, auf das Königtum zu verzichten, falls Friedrich bis zum 26. Juli 1326 die päpstliche Approbation erhielt. Doch Johannes XXII. zögerte seine Entscheidung hinaus und die Frist verstrich. Das Angebot eines Thronverzichtes nutzte Ludwig als taktisches Mittel, um die Fürsten und Untertanen hinter sich zu vereinen. Der Papst konnte sich nicht für Friedrich entscheiden, da sich dieser inzwischen zu sehr Ludwig angenähert hatte. Durch seine Ablehnung der Friedenslösung im Reich erschien der Papst als unversöhnlich und hartherzig. Dies förderte die Solidarisierung der Untertanen mit Ludwig. Zum letzten Mal begegneten sich die beiden Könige Ende 1326 in Innsbruck als Gäste Herzog Heinrichs von Kärnten. Dabei kam es anscheinend zu Spannungen, die möglicherweise die Durchführung der gemeinsamen Herrschaft betrafen. Ludwig beendete das Doppelkönigtum im Februar 1327, als er im Widerspruch zum Münchner Vertrag nicht Friedrich, sondern König Johann von Böhmen zum Generalreichsvikar machte.

### Lage in Italien vor Beginn des Romzugs
Die politische Lage Italiens im Spätmittelalter war kompliziert. Reichsitalien umfasste weite Teile Mittel- und Oberitaliens (ohne die Republik Venedig) und gehörte formal zum römisch-deutschen Reich, wenngleich die römisch-deutschen Könige von der Mitte des 13. bis ins frühe 14. Jahrhundert dort nicht mehr aktiv eingreifen konnten. Politisch bestimmend waren in Oberitalien die verschiedenen Stadtrepubliken, wo sich Ghibellinen und Guelfen oft feindlich gegenüberstanden. Es gab jedoch keine scharfe Trennung zwischen beiden Gruppen, die man nur sehr vereinfacht als Kaiseranhänger und Kaisergegner charakterisieren kann. Vielmehr vertraten die jeweiligen Stadtherren (Signori) in erster Linie eigene Interessen. Beim Italienzug Heinrichs VII. (1310–1313), dem ersten seit dem Untergang der Staufer im Jahr 1268, hatten sich auch mehrere guelfische Signori um Verständigung mit dem Kaiser bemüht, bevor es zum offenen Bruch kam. Das letztliche Scheitern des Italienzugs Heinrichs, vor allem bedingt durch dessen frühen Tod, hatte die politische Lage in Reichsitalien weiter destabilisiert, sodass das Reich weiteren politischen Einfluss in Italien verlor.
Hinzu kam, dass andere Mächte dort eigene Interessen verfolgten. Die Päpste residierten seit 1309 in Avignon, wo sie dem Einfluss des französischen Königtums ausgesetzt waren. Der Papst fungierte im Kirchenstaat auch als Landesherr, während der König von Neapel Unteritalien beherrschte. Papst Johannes XXII. erkannte die kaiserlichen Ansprüche in Reichsitalien faktisch nicht mehr an. 1317 ernannte er den ausgesprochen anti-kaiserlich gesinnten König Robert von Neapel, einen Enkel des Königs, der die Staufer besiegt hatte, zum Vikar in der Lombardei und der Toskana. Dort wurde gegen die pro-kaiserlichen Kräfte vorgegangen, die immer noch einen wichtigen Machtfaktor darstellten.

### Italienzug (1327–1330) und Kaiserkrönung (1328)

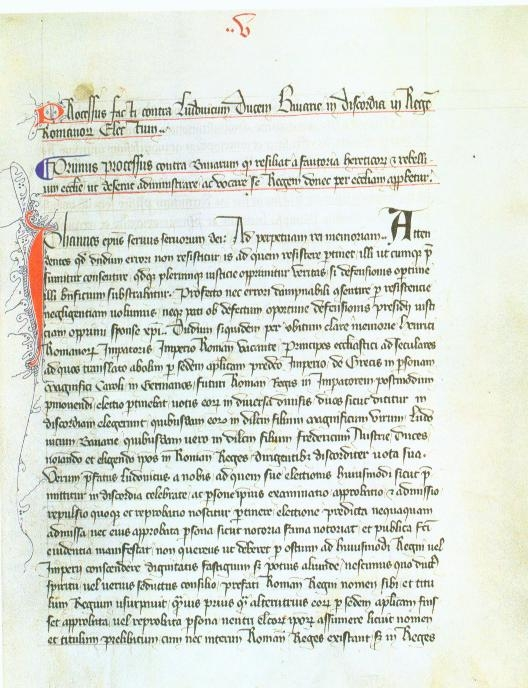
Sammelhandschrift mit den Akten der päpstlichen Prozesse gegen Ludwig IV. Sächsische Landesbibliothek – Staats- und Universitätsbibliothek, Dresden (Mscr. Dresd. A.70)

Ludwig brach im Januar 1327 zum Italienzug auf. Als Motiv wird in den zeitgenössischen italienischen Quellen das Hilfeersuchen von kaiserlich gesinnten Kräften in Reichsitalien gegen die Guelfen betont. In Mailand fand zu Pfingsten 1327 die lombardische Krönung mit der Eisernen Krone statt. Der Papst reagierte mit weiteren Maßnahmen: Am 3. April 1327 entzog er Ludwig dessen ererbte Würde als Herzog von Bayern, am 23. Oktober verurteilte er ihn als Häretiker und sprach ihm die verbliebenen Rechte an seinen Gütern ab. In der päpstlichen Korrespondenz wurde der Wittelsbacher abwertend nur noch als Ludovicus Bavarus („Ludwig der Bayer“) bezeichnet. Damit wurde ihm jeder Rang und jegliche Würde abgesprochen. Die Maßnahmen des Papstes hinderten den König aber nicht an der Fortsetzung des Italienzugs. Ludwig hatte in Italien mit weit weniger Schwierigkeiten zu kämpfen als sein Vorgänger Heinrich VII., der dort allerdings auch weitreichendere Pläne als Ludwig verfolgt hatte, insbesondere den Aufbau einer dauerhaften kaiserlichen Verwaltungsstruktur. Anfang Januar 1328 erreichte der Wittelsbacher Rom und wurde vom Volk jubelnd willkommen geheißen. An der Spitze der ihn unterstützenden römischen Adligen stand Sciarra Colonna, der sich als „Dreh- und Angelpunkt der Kooperation“ der Stadtrömer mit Ludwig erwies. Sciarra initiierte ein Bündnis der Baronalfamilien, also des großen, grundbesitzenden Adels, mit den Popolaren, also den politischen Schutzverbund der Bürger Roms. Auf dieser Basis konnte Ludwig seine Herrschaft in Rom von Januar bis August 1328 stabilisieren.
In Rom wurde der Wittelsbacher am 17. Januar 1328 in der Peterskirche von den drei Bischöfen Giacomo Alberti aus Prato, Bischof von Castello (das zu Venedig gehörte), Gherardo Orlandi aus Pisa, Bischof von Aléria (auf Korsika) und Bonifazio della Gherardesca aus Pisa, Bischof von Chiron (auf Kreta) und von vier Syndici des römischen Volks zum Kaiser gekrönt. Die Darstellung von Ludwigs Feinden, wonach die Kaiserkrönung ohne geistliche Beteiligung erfolgte und das römische Volk allein ihr Urheber war, wurde von Frank Godthardt als Irreführung entlarvt. Nach der Kaiserkrönung begann Ludwig IV. die kaiserliche Macht zu inszenieren und betonte deren Gottesunmittelbarkeit. Das Kaisersiegel zeigt ihn in einem priesterlichen Gewand mit gekreuzter Stola und offenem Pluviale. Die Darstellung seines priesterlichen Auftretens in den Siegeln stammt aus der Zeit nach der gegen den päpstlichen Widerstand vollzogenen Kaiserkrönung. Franz-Reiner Erkens beobachtet „eine sich intensivierende Zurschaustellung der sazerdotal getönten Herrschersakralität“ und deutet sie als „herrschaftslegitimatorisches Bemühen“ in den erbitterten Auseinandersetzungen mit dem Papsttum. Am 18. April 1328 ließ der Kaiser den Papst absetzen. Am 12. Mai 1328 wählten Volk und Klerus von Rom den Franziskaner Petrus von Carvaro zum neuen Papst. Er nahm den Namen Nikolaus V. an. Der Wittelsbacher führte ihn in das Amt ein. Zu Pfingsten am 22. Mai 1328 krönte der neue Papst Ludwig in der Peterskirche. Durch diese Akte versuchte Ludwig die Legitimation seiner Kaiserwürde zu verstärken. Nikolaus blieb jedoch als Papst ohne Bedeutung. Er trat 1330 zurück und unterwarf sich Johannes XXII.

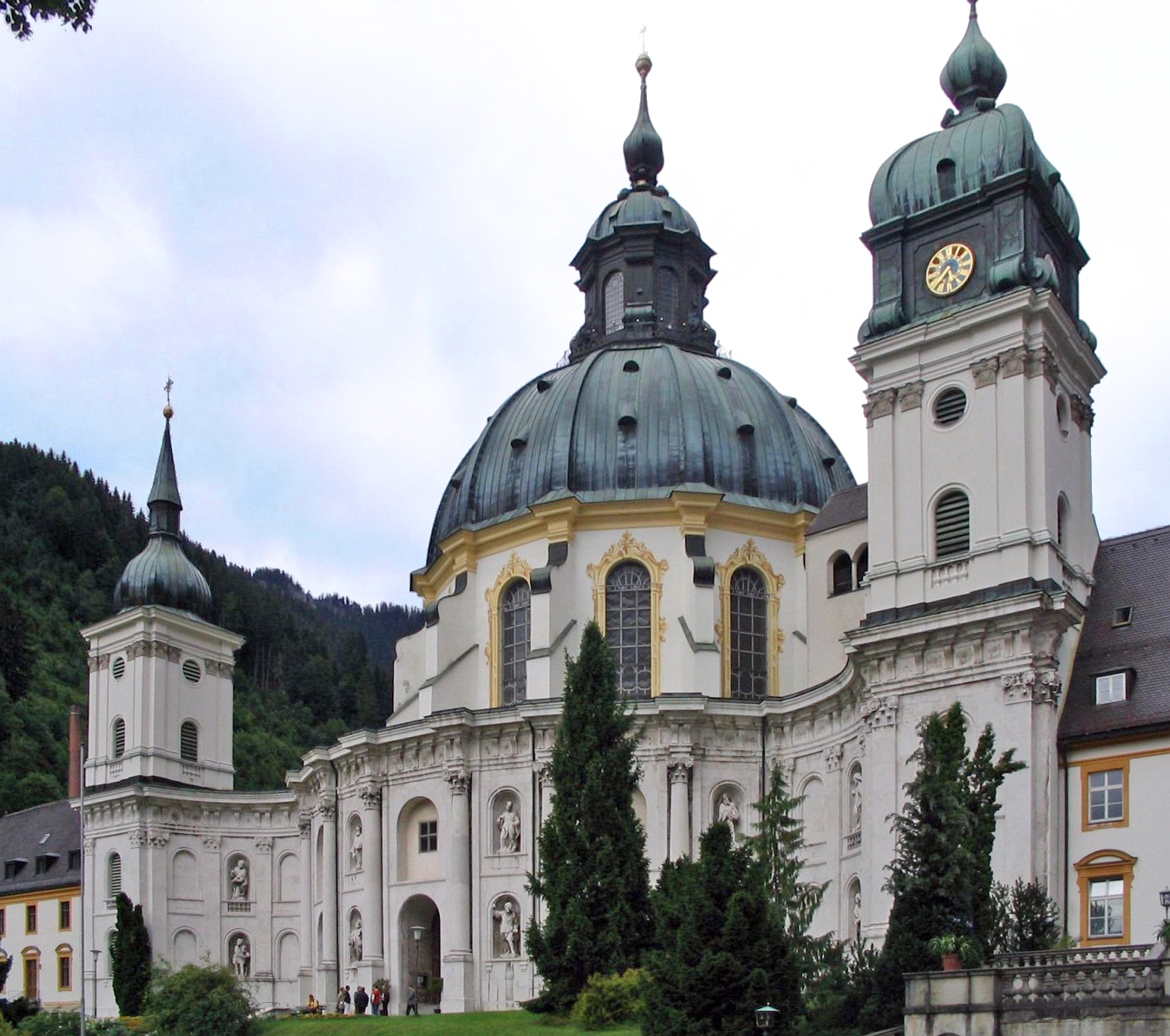
Das von Ludwig gegründete Kloster Ettal heute.

Noch während seines Italienzugs regelte Ludwig am 4. August 1329 im Hausvertrag von Pavia mit Rudolf II. und dessen Bruder Ruprecht I. die Erbfolge der Wittelsbacher. Ludwig behielt Oberbayern und überließ den Nachkommen seines Bruders die Pfalz. Im Falle des Aussterbens einer der beiden Linien sollte das Erbe der anderen zufallen. Die damit entstandenen zwei wittelsbachischen Hauptlinien blieben bis 1777 getrennt. Im Februar 1330 kehrte Ludwig aus Rom zurück. Ihm fiel die Alleinherrschaft zu, denn Friedrich der Schöne war am 13. Januar 1330 gestorben. Während Ludwigs Abwesenheit hatte Friedrich im Reich kaum nennenswerte Aktivität entfalten können. Nach Beendigung des Italienzuges gründete Ludwig 1330 bei Oberammergau an einem strategisch wichtigen Alpenübergang das Kloster Ettal.
In einer Urkunde vom 19. November 1333 bot Ludwig einen Verzicht auf das Königtum zugunsten Heinrichs XIV. von Niederbayern an und wies die Kurfürsten an, seinen Bruder als König anzuerkennen. Das Kaisertum blieb jedoch in der Urkunde ausgespart. Der Plan, nur auf das Königtum zu verzichten, wird in der Forschung als diplomatische Finte des Wittelsbachers in den Verhandlungen mit Papst Johannes XXII. angesehen. Wiederum nutzte Ludwig das Angebot eines Amtsverzichts, um die Fürsten hinter sich zu bringen und bei seinen Untertanen Sympathien zu gewinnen.

### Intensivierung der Landesherrschaft

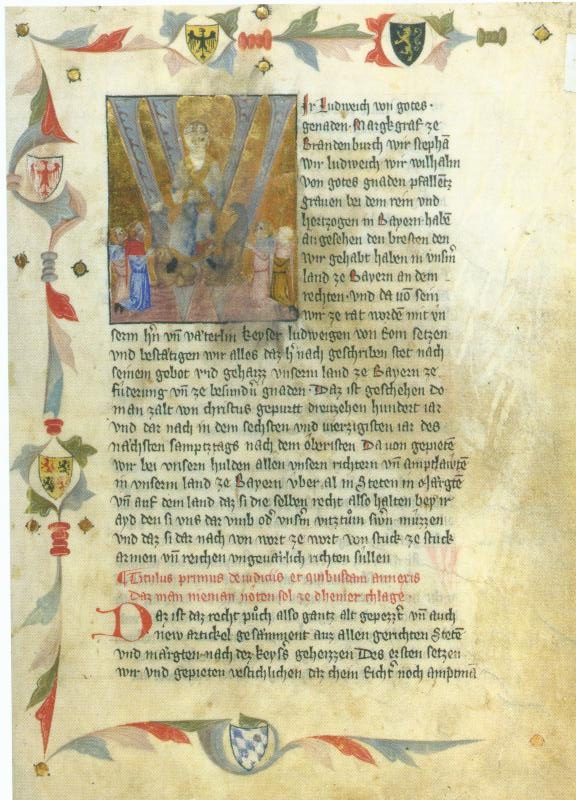
Die Titelseite des Oberbayerischen Landrechts zeigt Kaiser Ludwig auf einem Thron. In den Händen hält er Zepter und Reichsapfel. Oberbayerisches Landrecht, um 1346, Bayerische Staatsbibliothek München (Cgm 1506)

In den 1330er Jahren begann Ludwig eine Intensivierung der Landesherrschaft. Mit dem Oberbayerischen Landrecht von 1346 sollte alles Recht vom Landesherrn ausgehen. Dabei handelte es sich um ein Gesetzbuch, das Rechtsgrundlage für alle Gerichtsentscheidungen in Oberbayern sein sollte. Das Landrecht war in deutscher Sprache verfasst und galt nur in Oberbayern. Erst im 17. Jahrhundert gab es eine einheitliche Rechtsprechung für ganz Bayern. In einzelnen Gebieten hatte Ludwigs oberbayerisches Landrecht bis zu Beginn des 19. Jahrhunderts Gültigkeit. 1334 verpflichtete Ludwig seine Söhne auf eine Erbregelung. Sollte einer seiner Söhne sterben, sollte dessen Besitz wieder an die Wittelsbacher fallen. Die Einheit von Familie und Besitz sollte gewahrt werden.

### Verhältnis zum Norden des Reiches
Im „königsfernen“ Norden des Reichs war Ludwig aktiver als seine Vorgänger. Nach dem Aussterben der brandenburgischen Linie der Askanier 1319 setzte er im April 1323 seinen minderjährigen Sohn Ludwig V. zum Markgrafen von Brandenburg ein. Berthold VII. von Henneberg-Schleusingen wurde als Vormund Ludwigs mit zahlreichen Privilegien und Freiheiten bedacht und sollte einen Gegenpol zu den Luxemburgern bilden. Brandenburg brachte dem Haus Wittelsbach eine zweite Kurstimme neben der pfälzischen ein. Auf Brandenburg hatte auch der böhmische König Johann Ansprüche angemeldet. Er wollte die Markgrafschaft als Kompensation für seinen Verzicht auf den römisch-deutschen Thron, erhielt jedoch nur die Altmark, die Lausitz und Bautzen zugesprochen. Ludwigs Eingreifen in Brandenburg hatte eine dauerhafte Entfremdung mit Johann zur Folge. Der Kaiser beabsichtigte hauptsächlich eine Stärkung des Reiches, erst in zweiter Linie eine Vergrößerung der wittelsbachischen Hausmacht. Er wollte einen weiteren luxemburgischen Machtzuwachs und damit eine parallele Reichsgewalt verhindern. Die Übernahme Brandenburgs sicherte Ludwig durch Heiratsabkommen ab. Ludwig der Brandenburger, wie er später hieß, wurde im November 1324 mit Margarete, der Tochter des dänischen Königs Christoph, verheiratet. Außerdem griff Ludwig in den thüringisch-meißnischen Raum ein. Die Wettiner wurden als Markgrafen von Meißen und Landgrafen von Thüringen eng an die Wittelsbacher und das Reich gebunden. Ludwigs älteste Tochter Mechthild wurde mit Friedrich II. dem Ernsthaften vermählt. Dadurch verhinderte Ludwig eine enge Bindung zwischen Böhmen und der nahegelegenen Markgrafschaft Meißen. Im Falle eines Todes seines Sohnes bestimmte Ludwig 1327, dass sein Schwiegersohn Friedrich die Mark Brandenburg erben sollte. Im selben Jahr wurde auch die Belehnungsurkunde für Ludwig den Brandenburger ausgestellt. Mit der Erbverbrüderung des angeheirateten Friedrich von Meißen und der Belehnungsurkunde begann die wittelsbachische Familienpolitik erst 1327.
Im Jahr 1324 folgte die dynastische Anbindung an Holland-Hennegau. Ludwig heiratete in zweiter Ehe Margarete, die älteste Tochter des Grafen Wilhelm III. von Holland-Hennegau. Im Besitz des Grafen befanden sich auch Seeland und Friesland. Aus der Verbindung mit Margarete von Holland gingen folgende Kinder hervor: Margarete (1325–1360/1374), Anna (um 1326–1361), Elisabeth (1324/1329–1401/1402), Ludwig VI. (1328/1330–1364/65), Wilhelm I. (1330–1388/1389), Albrecht (1336–1404), Otto V. (1341/1346–1379), Beatrix (1344–1359), Agnes (1345–1352) und Ludwig (1347–1348).
Ein jahrzehntelanger Rechtsstreit zwischen dem Deutschen Orden und Polen veranlasste den Hochmeister Dietrich von Altenburg, Ende der 1330er Jahre Anlehnung an das Reich zu suchen. Ludwig nutzte diese Gelegenheit, mit Hilfe des Ordens über die nordöstliche Grenze hinaus die kaiserliche Macht zu erhöhen. Seinen jüngeren Sohn Ludwig VI., genannt der Römer, vermählte er mit der polnischen Königstochter Kunigunde. Polen wurde dadurch enger an das Reich gebunden. Im November 1337 übertrug der Kaiser dem Orden Litauen, das nicht zum Reich gehörte. Falls die Kriegszüge des Ordens Erfolg einbrächten, würde der Gewinn an den Orden fallen und die Oberhoheit über Litauen dem Reich zugesprochen werden. Im März 1339 forderte Ludwig den Deutschordensmeister auf, Stadt und Bistum Reval sowie Estland einzunehmen. Im Frieden von Kalisch 1343 konnten Polen und der Deutsche Orden ihre Streitigkeiten beilegen. Der vom Orden erbetene Schutz des Reiches gegen Polen entfiel, womit der Kaiser ein Druckmittel verlor.

Ludwig belehnt die Herzöge Otto I. und Barnim III. mit dem Herzogtum Pommern-Stettin. Urkunde vom 14. August 1338, Siegel verloren. Landesarchiv Greifswald (Rep. 2 Ducalia Nr. 73, August 14).

Mehrere Territorialfürsten (Pommern-Stettin, Jülich, Geldern) wurden von Ludwig in ihrem Rang aufgewertet. Die Belehnung seines Sohnes mit der Mark Brandenburg führte zu gewaltsamen Auseinandersetzungen mit den pommerschen Herzögen. Durch die Belehnung wurde Pommern wieder als brandenburgisches Lehen genannt. Im August 1338 wurden die Herzöge Otto und Barnim III. von Pommern-Stettin aus dem Lehnsverband der Markgrafschaft Brandenburg gelöst und damit unmittelbar der Krone verpflichtet. Seinen Schwager Graf Wilhelm von Jülich erhob Ludwig 1336 zum Markgrafen und 1338 zum kaiserlichen Marschall. Graf Rainald II. von Geldern wurde 1339 zum Herzog erhoben. Ludwigs politische Neuordnung im Nordosten des Reiches prägte die Verhältnisse bis weit in das 15. Jahrhundert.

### Bündnisse mit England (1338) und Frankreich (1341)

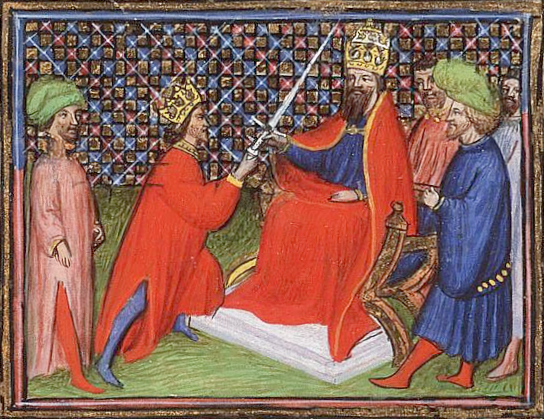
Ernennung Eduards III. von England zum Reichsvikar durch Kaiser Ludwig IV. im September 1338 in Koblenz. Illustration aus dem ersten Band der Chroniken des Jean Froissart (um 1337 – um 1405/1410), Paris, vor 1410, Original in der Königlichen Bibliothek der Niederlande in Den Haag.

Zur Wahrung der Reichsinteressen versuchte Ludwig benachbarte Souveräne an sich zu binden. Im Juli und August 1337 wurden zwischen dem Reich und England Allianzvereinbarungen geschlossen. In einem erstmals am 23. Juli 1337 geschlossenen Subsidienvertrag sollte Eduard 400.000 Gulden an Ludwig zahlen und der Kaiser dafür 2000 gepanzerte Reiter für den Kampf gegen Philipp IV. bereitstellen.
Im September 1338 fand ein Hoftag in Koblenz statt, der vielfach als Höhepunkt von Ludwigs Herrschaft angesehen wird. Fast alle Kurfürsten und zahlreiche Große waren anwesend. Auch König Eduard III. von England war gekommen. Persönliche Treffen zwischen König und Kaiser waren im Mittelalter eher ungewöhnlich. In einer ranggeordneten Gesellschaft bevorzugte man bei Herrschertreffen Grenzorte, um die Gleichrangigkeit deutlich zu machen. Diesmal nahm der englische König den Weg ins Reich zum Kaiser auf sich. Am 5. September ernannte Ludwig in Koblenz Eduard III. zum Reichsvikar für „Gallien“ und Deutschland. Die Bestallungsurkunde des vicarius per Germaniam wurde dann am 15. September 1338 zu Frankfurt ausgestellt.
Im Januar 1341 vollzog Ludwig einen Kurswechsel und ging eine Allianz mit dem französischen König Philipp VI. ein. Der Bündniswechsel wurde vor dem Hintergrund des Hundertjährigen Krieges vollzogen und hat unter diesem Gesichtspunkt in der Forschung viel Beachtung gefunden. In den Krieg griff Ludwig aber nicht ein. Seine Politik war vielmehr auf die Stabilität der Krongewalt ausgerichtet. Im April 1341 zog Ludwig das in Koblenz verliehene Reichsvikariat zurück. Auch die Kriegsallianz kam nicht zustande; Eduard zahlte nicht und Ludwig stellte kein Heer bereit. 

### Verhältnis zu den Juden
Die Juden waren direkt dem Kaiser unterstellt und mussten für ihren Schutz Abgaben leisten (Kammerknechtschaft). Verfolgungen der Juden nahm Ludwig als Angriff auf die eigene Majestät nicht hin. Im Jahr 1338 kam es zu Ausschreitungen im Rahmen der Armledererhebung gegen Juden im Elsass. Die Bedrängten flüchteten in die Reichsstadt Colmar. Daraufhin vertrieb Ludwig eine gewaltsame Gruppe von Judenverfolgern, die Colmar belagerten. Mehrfach ging er auch gegen Übergriffe auf jüdische Gemeinden vor. In Ludwigs Zeit lässt sich keine Begünstigung von Pogromen beobachten. In der zeitgenössischen Bewertung wurde Ludwigs judenfreundliche Politik kritisiert.

### Hof

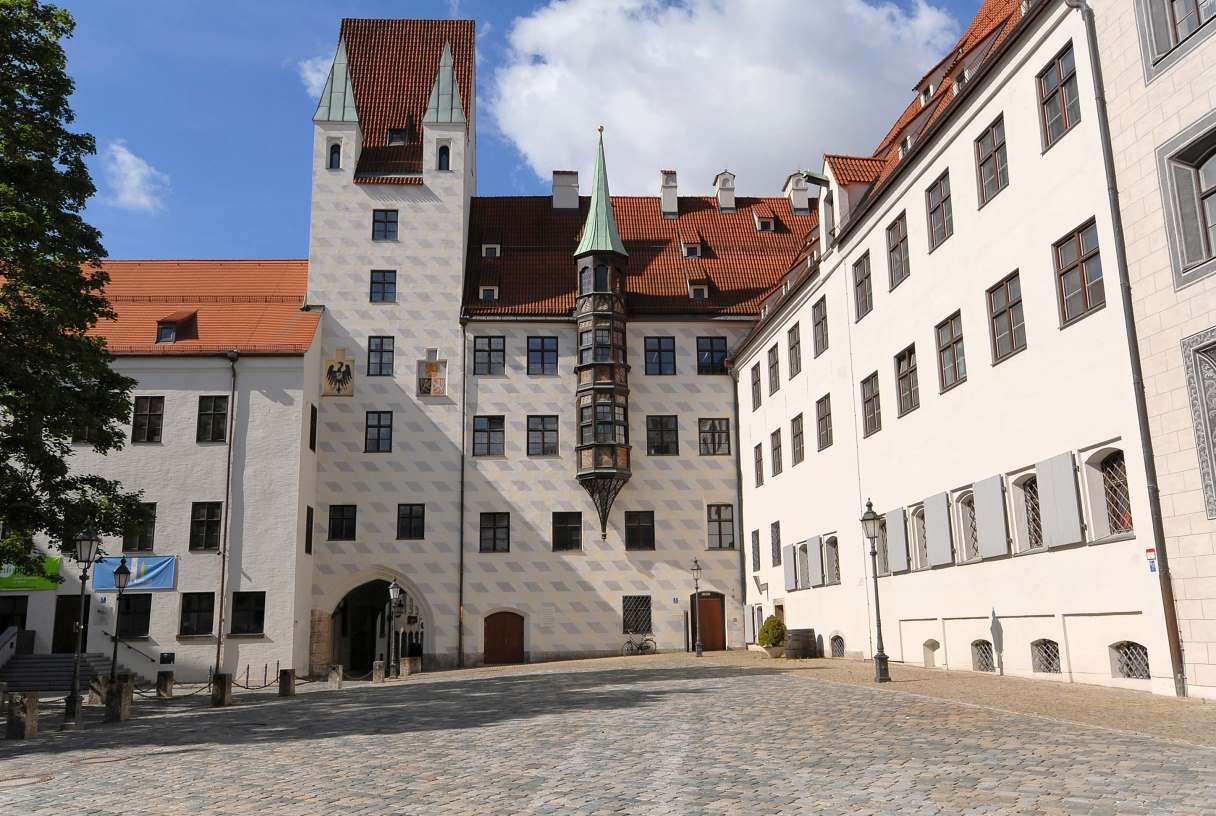
Der Alte Hof in München

Bis weit in das 14. Jahrhundert wurde mittelalterliche Königsherrschaft im Reich durch ambulante Herrschaftspraxis ausgeübt. Es gab weder eine Hauptstadt noch eine feste Residenz. Das Zentrum des Reiches war dort, wo Ludwig mit seinem Hof seinen Aufenthalt nahm. Der Hof war das Nachrichten- und Kommunikationszentrum des Reiches. Angesichts kaum vorhandener fester Strukturen waren persönliche Beziehungen am Hof entscheidend. Beim „schwierigen Weg zum Ohr des Herrschers“ hatten Untergebene ohne die Fürsprache engster Vertrauter des Wittelsbachers keine Aussicht auf Gehör.
Der wichtigste Bestandteil des Hofes war die Kanzlei. Unter Ludwig nahm der Anteil der deutschen Urkunden gegenüber den lateinischen seit der Rückkehr des Kaisers 1330 auf deutschen Boden stark zu. Bis 1330 war das Verhältnis von lateinischer (49 Prozent) und deutscher Urkundenüberlieferung (51 Prozent) in der Kanzlei nahezu ausgeglichen. Ab 1330 verschob es sich deutlich zur Volkssprache, insofern 189 deutsche und nur 30 lateinische Urkunden ausgefertigt worden. Im Unterschied zum englischen, französischen und sizilischen König, die sich als ritterliche, fromme oder weise Könige stilisierten, betonte Ludwig seine kaiserliche Vorrangstellung und profilierte sich als Kaiser und Herr der Welt. Dazu bediente er sich in seinen Diplomen der „Rhetorik der Macht“ nach dem Vorbild seiner Vorgänger. Er hob die kaiserliche Gnade hervor, die großzügig den verdienten Untertanen gewährt werde. Als Kaiser höre er gnädig ihre Bitten und fördere damit den Eifer seiner Untertanen. Zugleich ehre er damit das von Gott verliehene Amt.
Ludwig verbrachte in seinen 33 Herrschaftsjahren 2000 Tage in München, 138 Aufenthalte dort sind nachweisbar, doch wurden nur 19 Prozent der Urkunden der Reichskanzlei in München ausgestellt. Königliche Hoftage oder Reichsversammlungen fanden in München nicht statt. Bei aller Bedeutung, die München für den Wittelsbacher hatte, kann von einer Residenzstadt oder gar einem Zentrum des Reiches in der Zeit Ludwigs des Bayern keine Rede sein. Außer in München hielt sich Ludwig besonders oft in den Reichsstädten Nürnberg und Frankfurt auf. Dies spiegelt sich in seinen Urkunden wider: Geurkundet hat Ludwig nach München (992) am meisten in Nürnberg (738) und Frankfurt am Main (699).
Robert Suckale sah im Hof ein stilbildendes künstlerisches Zentrum. Er sprach von einer gezielten „Hofkunst Ludwigs des Bayern“. Suckales Forschungen erhielten sowohl große Zustimmung als auch Kritik. Er stützte seine Ansicht vor allem auf 22 Arbeiten u. a. aus München (Anger-Madonna, Christophoroskonsole), Nürnberg (Figuren der Epiphanie und Apostelzyklus in St. Jakob), Frankfurt (Trumeaumadonna der Stiftskirche St. Bartholomäus) und Donauwörth (Grabmal des Deutschordenskomturs Heinrich von Zipplingen). Keines dieser Werke ist als Auftrag des Wittelsbachers gesichert. Die von Suckale für seine These angeführten Arbeiten lassen sich in mehrere heterogene Stilgruppen aufgliedern und hängen auf ganz unterschiedliche Weise mit dem kaiserlichen Hof und seinem Umfeld zusammen.
Am kaiserlichen Hof hielten sich zeitweise bedeutende Juristen und Theologen auf. Zu Ludwig kamen einige Franziskaner und Pariser Theologen, die wie er im Konflikt mit dem Papsttum standen. Im Zeitraum 1324–1326 stießen die Pariser Gelehrten Marsilius von Padua und Johannes von Jandun zum Wittelsbacher, 1328 suchten Michael von Cesena, Bonagratia von Bergamo und Wilhelm von Ockham, die mit dem Papsttum in den Armutsstreit verwickelt waren, beim Kaiser Zuflucht. Nicht zu halten ist die ältere These, der Alte Hof sei eine Art „Hofakademie“ gewesen. Ludwig nahm wenig Anteil an den geistigen Debatten und Erörterungen, die an seinem Hof stattfanden. Er nutzte seine Ungelehrtheit als Rechtfertigung, um die Schuld im Konflikt mit dem Papsttum auf seine Berater zu schieben.

### Theoretische Auseinandersetzung zwischen Kaiser und Papst

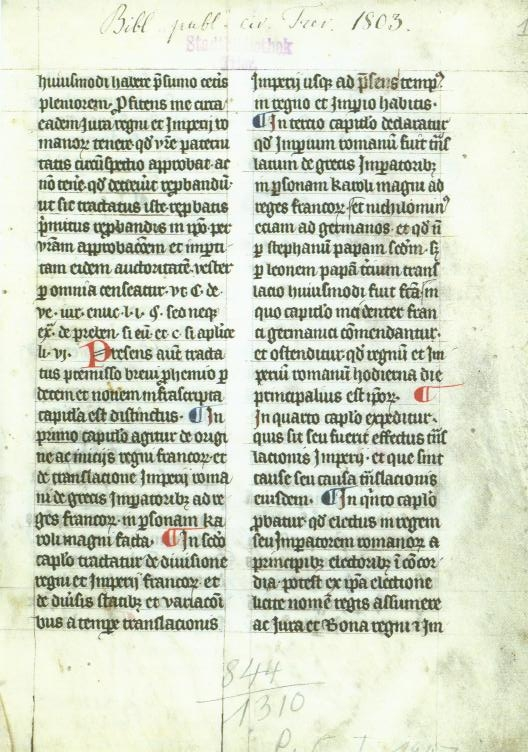
Lupold von Bebenburg: Tractus de iuribus regni et imperii, Stadtbibliothek/Stadtarchiv Trier (Hs. 44/1310 4°)

Bereits am Ende der Regierungszeit Heinrichs VII. war es zu einer theoretischen Auseinandersetzung hinsichtlich der Stellung des Kaisertums und des Verhältnisses zum Papsttum gekommen. Während der Kaiser in seiner Krönungsenzyklika vom Juni 1312 den kaiserlichen Universalanspruch und die Unabhängigkeit vom Papsttum betonte, erließ Clemens V. kurz nach dem Tod Heinrichs die Bulle Romani principes, in welcher der Kaiser zu einem Vasallen des Papsttums degradiert wurde.
Die Grundsatzdebatte hinsichtlich der Stellung des Kaisertums wurde in der Regierungszeit Ludwigs fortgeführt. Papst Johannes XXII. betonte den Herrschaftsanspruch des Papsttums auch in weltlichen Fragen, wobei kurialistische Autoren (so Augustinus von Ancona und Alvarus Pelagius) entsprechende Traktate verfassten. Wilhelm von Ockham und Marsilius von Padua standen hingegen auf der Seite Ludwigs, wobei beide von der politischen Philosophie des Aristoteles beeinflusst waren. Wilhelm von Ockham, der sich im Armutsstreit gegen den Papst positioniert hatte, verfasste den (unvollständigen) sogenannten Dialogus, einen konstruierten Dialog zwischen einem Gelehrten und seinem Schüler. Darin wurde unter anderem die These aufgestellt, dass auch der Papst irren und sogar ein Ketzer sein könne. Dieser verfüge vor allem keineswegs über eine allumfassende plenitudo potestatis. Gleichzeitig betonte Ockham die Bedeutung der kaiserlichen Universalmonarchie.
Marsilius von Padua widmete sein Werk Defensor pacis („Verteidiger des Friedens“) explizit Ludwig, an dessen Hof er sich im Zeitraum 1324–1326 begab. Marsilius thematisierte vor allem das „gute Leben“ in einer politischen Gemeinschaft, welche Bedingungen dafür vorhanden sein müssen und welches die entsprechenden Ziele seien. Das oberste Ziel in einer staatlichen Gemeinschaft sei der Frieden und dessen Bewahrung, wobei Marsilius die Rolle der Bürger betonte und die der Kirche stark relativierte. Den von kurialistischen Autoren wie Aegidius Romanus und Jakob von Viterbo vertretenen absoluten Machtanspruch des Papsttums lehnte Marsilius entschieden ab und kritisierte den päpstlichen Herrschaftsanspruch in weltlichen Fragen, der den Frieden der Gemeinschaft störe.
Der Würzburger Domherr Lupold von Bebenburg ergriff ebenfalls Partei für Ludwig. In seinem Werk Tractatus de iuribus regni et imperii Romani („Traktat über die Rechte des römischen König- und Kaiserreichs“) trennte er zwischen weltlicher und geistlicher Gewalt und betonte die Rechte des römisch-deutschen Königtums. Im Gegensatz zu anderen pro-kaiserlichen Herrschaftstheorien, spielte das Universalkaisertum in Lupolds Überlegungen keine entscheidende Rolle; gleichzeitig betonte er aber die Unabhängigkeit des römisch-deutschen Königtums gegenüber dem Papsttum und lehnte den päpstlichen Approbationsanspruch strikt ab.

### Verfassungsentwicklung
Der Konflikt zwischen Kaiser und Papst führte zur Ausbildung eines neuen Reichsbewusstseins. Fürsten, Klerus, Städte und Untertanen stellten sich hinter Ludwig. Einzig die Dominikaner hielten sich an die päpstlichen Anweisungen. Die Reichsverfassung verdichtete sich immer mehr und entwickelte sich in Richtung eines säkularen Staatsverständnisses.

Rhenser Erklärung. Urkunde ohne Siegel vom 16. Juli 1338. Landesarchivverwaltung Rheinland-Pfalz, Landeshauptarchiv Koblenz (Best. 1 A, Nr. 4957).

Am 16. Juli 1338 fand mit sechs Kurfürsten der „Kurverein von Rhens“ statt. Bei der Königswahl sollte das Mehrheitswahlrecht gelten. Der Gewählte benötige keine päpstliche Approbation. Drei Wochen später wurden auf einem Frankfurter Hoftag am 6. August 1338 die Gesetze über die Vollmacht kaiserlicher Gewalt „Fidem catholicam“ und „Licet iuris“ verkündet. Das römische Königtum basierte auf der Mehrheitsentscheidung der Wahlfürsten. Mit der Wahl durch die Kurfürsten durfte der neue König zugleich die Herrschaft als römischer Kaiser ausüben. Ein Eingriff des Papstes wurde abgelehnt. Das Königtum wurde mit dem Kaisertum verbunden. Die Kaiserkrönung in Rom durch den Papst war damit überflüssig. Viele Elemente der Rhenser Erklärung wurden später in die Goldene Bulle Karls IV. übernommen. Mit diesen Ansichten zur Kaiseridee griff Ludwig einigen Entwicklungen in der Neuzeit voraus. Es war Maximilian I., der sich 1508 mit Zustimmung Papst Julius II. erstmals „Erwählter Römischer Kaiser“ nannte. Seit der zweiten Hälfte des 16. Jahrhunderts brachte die Wahl der Kurfürsten in Frankfurt nicht nur den König, sondern auch den Kaiser hervor.
Im September 1338 bestätigte ein Koblenzer Hoftag die Rhenser und Frankfurter Bekanntmachungen noch einmal. Für den Hoftag in Koblenz 1338 konnte Ludwig fast alle Großen des Reiches mobilisieren. Die Hoftage von 1338 waren zugleich auch der Zeitpunkt der größten Unterstützung durch den Reichsepiskopat. Auch Johann von Böhmen gab seine distanzierte Haltung gegenüber Ludwig auf und fügte sich. Auf dem Frankfurter Hoftag von 1339 wurde alles Bisherige noch einmal bestätigt. Nach Michael Menzel war „die Serie der Abgrenzungs- und Integrationskämpfe“ beendet. Ludwig stand auf dem Höhepunkt seiner Macht. Die Aufnahme in spätere Handschriften belegt die Bedeutung der Reichsgesetze für die Verfassung des spätmittelalterlichen Reiches.

### Letzte Jahre

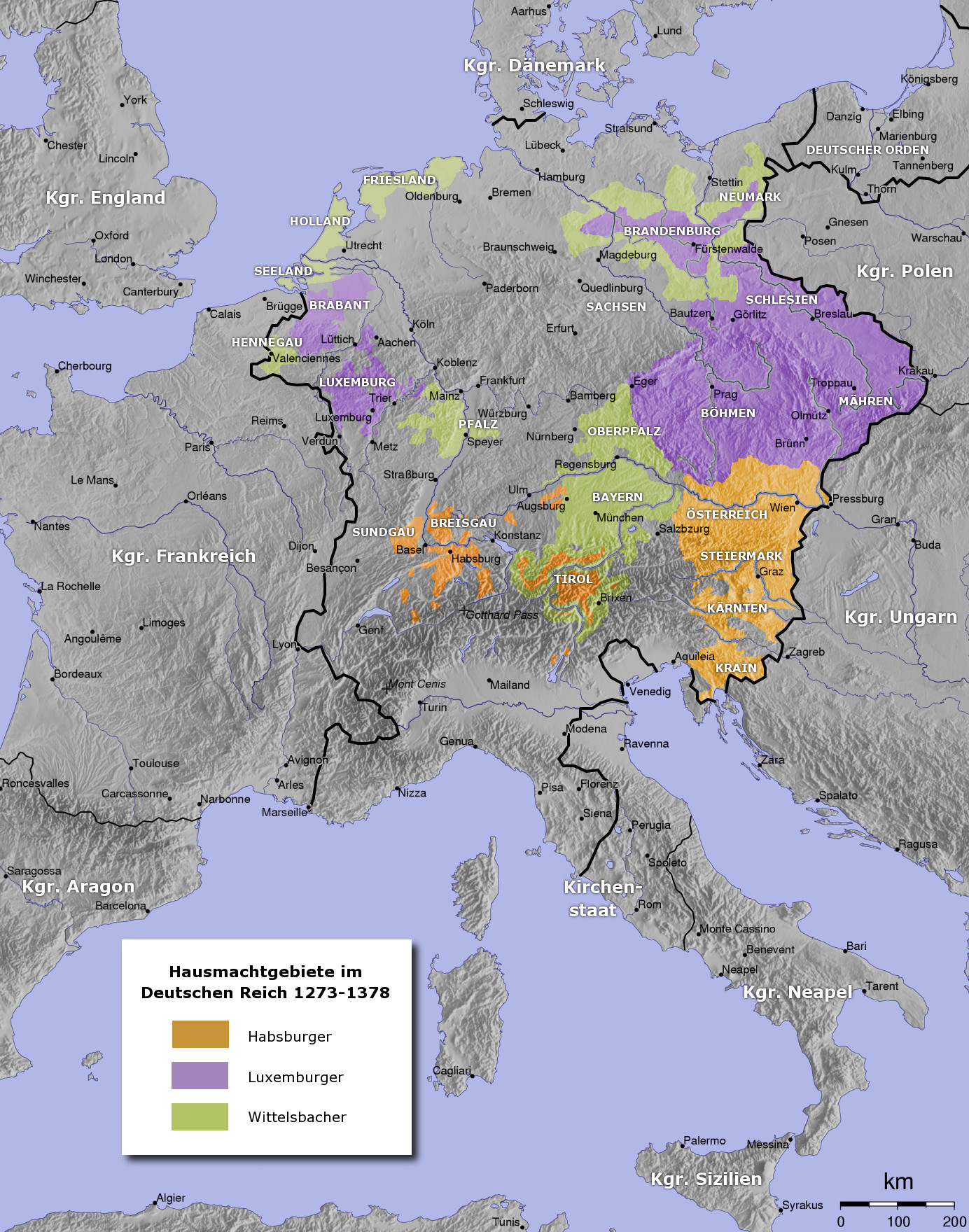
Das Heilige Römische Reich in der Mitte des 14. Jahrhunderts. 1363 fiel Tirol an die Habsburger und 1373 ging auch Brandenburg den Wittelsbachern wieder verloren.

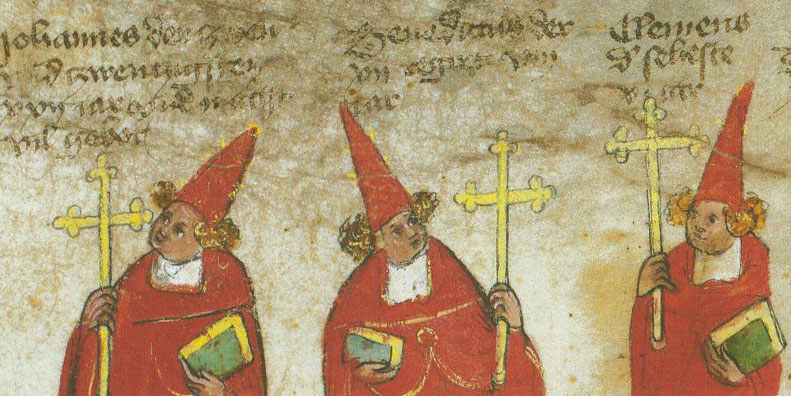
Die päpstlichen Gegenspieler Johannes XXII., Benedikt XII. und Clemens VI. Ausschnitt aus dem Papst-Kaiser-Rotulus, Rhein-Main-Gebiet, 1431/33. Staatsbibliothek zu Berlin, Preußischer Kulturbesitz (Handschrift 143)

Im Jahr 1340 starb die Herzogslinie in Niederbayern aus und das Land fiel an Oberbayern. Die Vereinigung brachte Ludwig einen großen Machtgewinn. Nach der Teilung von 1255 war Bayern erstmals wieder vereint, allerdings ohne die Oberpfalz. In den 1340er Jahren nutzte Ludwig die Gelegenheit, das Land Tirol für die Wittelsbacher zu sichern, beeinträchtigte damit aber das Verhältnis zu den Luxemburgern und den Habsburgern. 1330 war die Ehe zwischen Margarete, der damals zwölfjährigen Erbtochter der Grafschaft Tirol, und dem achtjährigen Johann Heinrich von Luxemburg, dem jüngeren Sohn König Johanns von Böhmen und Bruder Karls von Mähren, des späteren Kaisers Karl IV., geschlossen worden. Die Herrschaft der Böhmen stieß in Tirol aber zunehmend auf Widerstand. In geheimen Absprachen zwischen Margarete und Kaiser Ludwig wurden vollendete Tatsachen geschaffen. Nach einem Jagdausflug im November 1341 blieb für Johann Heinrich das Burgtor von Schloss Tirol verschlossen. Ausgesperrt musste er Tirol verlassen. Im Februar 1342 nötigte Ludwig seinen Sohn Markgraf Ludwig von Brandenburg zur Heirat mit Margarete von Tirol, obwohl die Ehe zwischen Margarete und Johann Heinrich nicht für ungültig erklärt worden war. Nach dem damals üblichen Verfahren hätte allein ein kirchlicher Prozess und damit der Papst die Ehe für nichtig erklären können. Durch dieses Verhalten zog sich Ludwig endgültig die Feindschaft der Luxemburger zu. Johann von Böhmen fiel vom Wittelsbacher ab. Die Tiroler Affäre hatte auch für die luxemburgisch-päpstliche Allianz weitreichende Folgen. Am 25. April 1342 war Papst Benedikt XII. gestorben. Der neue Papst Clemens VI. war ein enger Vertrauter Karls von Mähren. Beide versuchten eine Neuwahl im Reich durchzusetzen, mit der Ludwig durch Karl ersetzt werden sollte.
Am 26. September 1345 war Ludwigs Schwager Graf Wilhelm IV. von Holland gestorben und hatte keinen Erben hinterlassen. Ansprüche konnten seine Schwestern erheben. Seine älteste Schwester Margarete konnte sich mit Hilfe ihres Ehemanns, des Kaisers, in den drei Grafschaften durchsetzen. Durch die Erwerbung der Grafschaften Tirol (1342), Holland, Hennegau, Seeland und Friesland (1346) hatte der Wittelsbacher in den letzten Jahren seiner Herrschaft bedeutende territoriale Gewinne erreicht. Dabei vernachlässigte er aber die Konsensfindung mit den Fürsten als elementares Herrschaftsmuster und stieß zunehmend auf deren Widerstand. Er scheiterte mit dem Versuch, seinen Sohn Ludwig den Brandenburger als Mitkönig durchzusetzen. Selbst Balduin von Trier, Ludwigs treuester Reichsfürst, wechselte am 24. Mai 1346 die Seiten. Johann von Böhmen begann seinen Sohn Karl von Mähren als künftigen König aufzubauen. Ab 1344 band Ludwig die vier Reichsstädte der Wetterau (Frankfurt, Gelnhausen, Friedberg und Wetzlar) gezielt gegen die luxemburgische-päpstliche Allianz ein. Am 13. April 1346 verhängte Papst Clemens VI. den endgültigen päpstlichen Bannfluch über den Kaiser und forderte die Kurfürsten zu einer Neuwahl auf.
Am 11. Juli 1346 wurde der mährische Markgraf Karl von den drei rheinischen Erzbischöfen, darunter der Mainzer Erzbischof Gerlach von Nassau, sowie der böhmischen und der sächsischen Stimme zum (Gegen-)König gewählt. Karls Einflussmöglichkeiten blieben aber begrenzt. Die Wahl fand in Rhens statt, da Frankfurt auf kaiserlicher Seite stand. Am 26. November 1346 musste Karl auch in Bonn gekrönt werden, da Aachen fest zu Ludwig hielt. Langwierige Konflikte um die Herrschaft im Reich blieben aber aus, da Ludwig im Herbst des Folgejahres in Puch bei Fürstenfeldbruck auf der Jagd unerwartet starb. Er dürfte einen Schlaganfall erlitten haben und vom Pferd gefallen sein. Er wurde in einem Hochgrab im Chor der Münchner Marienkirche, dem Vorgängerbau der heutigen Frauenkirche, beigesetzt. Über das Begräbnis sind wohl aus Gründen der Bannung keine Einzelheiten überliefert. Die Marienkirche entwickelte sich nach Ludwigs Tod zur Grablege der Wittelsbacher. Trotz der Exkommunikation gelang es Ludwig, Bevölkerung und Kleriker „auf seine Legitimität und Rechtgläubigkeit einzuschwören“. Michael Menzel zählte 26 Nekrologien, in denen ein Gedenken an Ludwig überliefert wird. Das Gedenken an seine Person und seine Familie verknüpfte Ludwig mit Feiertagen wie Lichtmess (2. Februar) oder dem Markustag (25. April). Nicht das tatsächliche Datum des Ereignisses, dessen gedacht wurde, war entscheidend, sondern der öffentliche Effekt. Ludwigs Gedenken konnte so von den Zusammenkünften der zahlreichen Beter zu den kirchlichen Festaktivitäten profitieren. Diese neue Form des Gedenkens setzten auch Ludwigs Nachfahren fort.
Karl konnte sich allmählich als neuer Herrscher im Reich durchsetzen. Im Februar 1350 erkannten ihn auch die Wittelsbacher als neuen König an und verpflichteten sich, die Reichskleinodien auszuliefern. Nach Ludwigs Tod wurden die wittelsbachischen Besitzungen mehrmals (1349, 1353, 1376) geteilt. Es kam zu der früheren Trennung von Ober- und Niederbayern. Ludwig der Brandenburger übernahm Oberbayern, Tirol und Brandenburg. Sein Bruder Stephan II. erhielt Niederbayern und den Besitz in den Niederlanden. 1392 etablierten sich mit Oberbayern-München, Oberbayern-Ingolstadt, Niederbayern-Landshut und Niederbayern-Straubing-Holland vier Linien für längere Zeit.
Die Hausmacht gegen die Luxemburger und Habsburger konnte nicht lange behauptet werden. Tirol fiel 1363 an die Habsburger und Brandenburg 1373 an die Luxemburger. Holland, Hennegau, Seeland und Friesland gingen 1425 verloren. Den Herrschaftskomplex in Bayern hingegen konnten die Wittelsbacher bis in das 20. Jahrhundert sichern.

## Wirkung

### Spätmittelalterliche Urteile
Im 13. und 14. Jahrhundert wurden deutlich mehr Urkunden abgefasst als zuvor, die Schriftlichkeit nahm stark zu. Von Ludwig sind etwa 5000 Urkunden überliefert. Die Bedeutung des Urkundenwesens wurde auch in den Formen der Textwahrung deutlich. Die von Heinrich VII. eingeführten Register auf Reichsebene wurden von Ludwig systematisch in großem Umfang fortgesetzt.
Eine der wichtigsten historiographischen Quellen ist die Reichschronik des Matthias von Neuenburg, der in Basel (1327) und Straßburg (seit 1329) in der Bistumsverwaltung tätig war. Über die kurialen Entwicklungen in der Herrschaftszeit Ludwigs des Bayern zeigt er sich als Gesandter an der Kurie gut informiert. Matthias von Neuenburg war habsburgfreundlich und titulierte Ludwig als Kaiser meistens nur als „den Fürsten“. Die von den 1290er Jahren bis 1363 reichende Chronik des Eichstätter Klerikers Heinrich Taube von Selbach zerfällt in einen ludwigfreundlichen Teil bis 1343 und einen sehr antikaiserlichen Teil danach. Die zwei unterschiedlichen Teile der Chronik sind von der politischen Stellung des Eichstätter Bischofs abhängig. Während des Abfassungszeitraumes wurde der vom Kaiser abhängige Bischof von Eichstätt durch einen dem Papst genehmen Bischof ersetzt. Die Chronica Ludovici entstand wohl im Augustinerchorherrenstift Ranshofen zu großen Teilen 1341/42 und wurde dann bis 1347 um Nachträge ergänzt. Sie ist stark antihabsburgisch eingestellt und spricht über Ludwig in panegyrischer Form. Giovanni Villani aus Florenz war ein erbitterter Feind des Wittelsbachers. In seiner Chronik fällte er ein vernichtendes Urteil über den Italienzug und die Kaiserkrönung. Die beteiligten Bischöfe waren für ihn „Schismatiker und Gebannte“. Villani hob das Unerhörte und Einmalige der Kaiserkrönung des Wittelsbachers hervor: „Und man vergegenwärtige sich, wie groß die Überheblichkeit dieses verfluchten Bayern war. Denn in keiner älteren oder neueren Chronik habe ich gefunden, dass irgendein anderer christlicher Kaiser sich jemals habe von anderen als vom Papst oder dessen Legaten krönen lassen [...].“ Die im Umfeld des französischen Königshofes entstandene zeitgenössische Historiographie berichtete über die Vorgänge im Reich selten und dann auch nur knapp. Lediglich Ludwigs Italienzug 1327–29 fand größere Beachtung.
Die Söhne des Wittelsbachers wurden im September 1359 durch Bischof Paul von Freising im Auftrag von Papst Innozenz VI. vom Kirchenbann gelöst. Zu einer Neubeurteilung des Wittelsbachers war die Kurie hingegen erst mehrere Jahrzehnte nach seinem Tod bereit. Im kurialen Geschäftsgang löste 1409 bei der Privilegienbestätigung das fromme Gedenken an den Wittelsbacher Ludwig keinen Eklat mehr aus. Papst Martin V. entsprach 1430 einer Bitte der bayerischen Herzöge Ernst und Wilhelm von Bayern-München um Lösung aus der Infamie der Nachkommenschaft eines Häretikers in eigener Person. Seit etwa 1480 und damit etwa 130 Jahre nach dem Tod Ludwigs des Bayern wurde er an der Kurie wieder als Kaiser bezeichnet. Die Exkommunikation wurde allerdings nie aufgehoben.
In den Kontroversen zwischen Kaiser- und Papstanhängern wurde neben traditionellen Urteilen über die körperliche Beschaffenheit des Herrschers erstmals auch die Frage nach seiner Gelehrtheit gestellt, als sich der Wittelsbacher auf dem Hoftag in Frankfurt am 6. August 1338 auf eine Kontroverse mit dem Papst um seine Rechtgläubigkeit einließ. Durch die langwierigen Konflikte mit dem Papst nahmen auch die herrschaftstheoretischen Diskussionen zu. Die theoretische Diskussion über Herrschaft und Reich erreichte dabei eine erhebliche Differenziertheit der einzelnen Positionen. Für Engelbert von Admont, Dante Alighieri, Wilhelm von Ockham und Lupold von Bebenburg galt der Kaiser aber weiterhin als von Gott erwählt und seine Herrschaft als universal.
Der Kampf des wittelsbachischen Kaisers mit dem Papsttum verlor bald nach seinem Tod an Bedeutung. Im Reich spielte Ludwig in der Geschichtsschreibung von 1370 bis 1500 keine besondere Rolle. In den historiographischen Werken in Bayern hingegen wurde er als wichtige Gestalt gewürdigt. Die Wittelsbacher nahmen den kaiserlichen Vorfahren für politische Zwecke in Anspruch. Ludwig war der gemeinsame Ahnherr aller bayerischen Zweige der Wittelsbacher Dynastie. Der dynastische Zweig, der das Herzogtum wiedervereinen wollte, versuchte als Nachkomme und legitimer Erbe Ludwigs des Bayern zu erscheinen. Deutlich wird das Bild Ludwigs als Wiedervereiniger Bayerns und Stammvater aller Wittelsbacher des 15. Jahrhunderts bei dem bayerischen Chronisten Andreas von Regensburg.

### Frühe Neuzeit

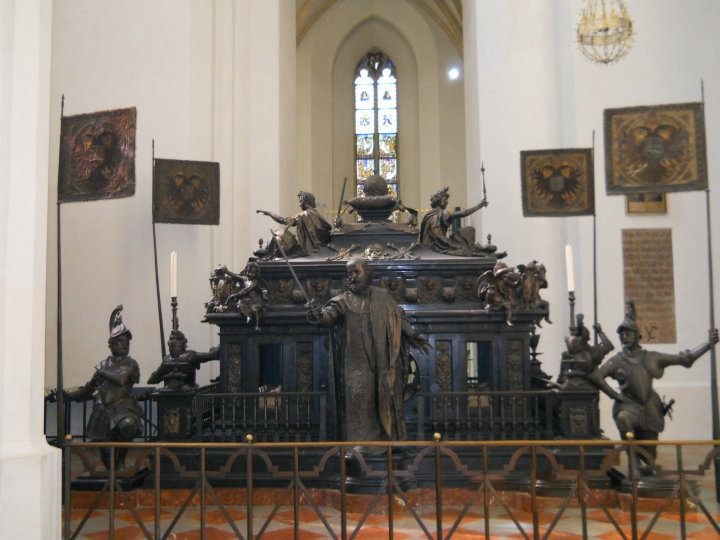
München, Frauenkirche, Kaisergrabmal Ludwigs des Bayern um 1622

Seit dem 15. Jahrhundert wurden zahlreiche Bau- und Kunstdenkmäler errichtet, die an Ludwig erinnerten. Die Denkmäler verfolgten sehr unterschiedliche Ziele. Für die bayerische Geschichte liegt Ludwigs Bedeutung darin, dass er einer der beiden Kaiser der wittelsbachischen Dynastie war. Mit ihrem kaiserlichen Vorfahren versuchten die Fürsten aus dem Haus Wittelsbach die historische Größe ihrer Dynastie zu demonstrieren und ihre herrscherlichen Ansprüche zu begründen. Die bayerischen Herzöge Albrecht IV. und Maximilian I. wollten mit Ludwigs Grablege in der 1470 neu erbauten Münchner Frauenkirche die dynastische Einheit und die Kaiserwürdigkeit des Hauses Wittelsbach verdeutlichen. Auf der Deckplatte des spätgotischen Kaisergrabmals ist in der oberen Bildhälfte Kaiser Ludwig auf einem Thron zu sehen. Die untere Bildhälfte zeigt die innerdynastische Versöhnung zwischen Herzog Ernst, dem Urenkel Kaiser Ludwigs, und seinem Sohn Albrecht III. Das Thema wurde von Albrecht IV. wohl ausgewählt, weil die Einigung entscheidend war für die Ehe seines Vaters mit Anna von Braunschweig-Grubenhagen und für das Fortbestehen der Herzöge. Im Bildprogramm wird Ludwig zum Patron der Einheit des wittelsbachischen Hauses erhoben.
Herzog Maximilian I. hegte eine besondere Sympathie für Ludwig den Bayern. Der Dominikaner Abraham Bzovius hatte in den Jahren 1617/18 als Bearbeiter des 14. Bandes der Annales Ecclesiastici, eines Standardwerks der Kirchengeschichtsschreibung, heftige Kritik an Ludwig dem Bayern geäußert. Bzovius zweifelte dessen Rechtgläubigkeit und die Rechtmäßigkeit seines Königtums an. Für Maximilian war die Kritik an Ludwig auch eine Kritik an der Kaiserwürdigkeit der Dynastie Wittelsbach. Daher setzte er sich für einen diplomatischen Widerruf des Werkes ein und beauftragte zunächst seinen Archivar und Geheimen Ratssekretär Christoph Gewold und dann den Rektor des Münchner Jesuitenkollegs Jakob Keller mit der Anfertigung einer Verteidigungsschrift. Die Kurie gab Ende 1627 nach langwierigen diplomatischen Verhandlungen nach. Ab 1601 nahm Maximilian eine aufwändige Umgestaltung des Kaisergrabmals vor. Er war um die Memoria seiner kaiserlichen Vorfahren bemüht und verknüpfte diese mit den testamentarischen Verfügungen seines Vaters und Großvaters. 1622 ließ er über dem spätgotischen Kaisergrab in der Münchener Frauenkirche das Mausoleum Ludwigs des Bayern errichten. Von den Nachfolgern Maximilians betrieb lediglich der Kurfürst und Kaiser Karl VII. eine verstärkte Erinnerungspflege. Karl versuchte seine kaiserlichen Ansprüche auf Österreich historisch zu untermauern. Einen prominenten Platz nahm Ludwig in der zwischen 1726 und 1729/30 errichteten Ahnengalerie in der Münchener Residenz ein.

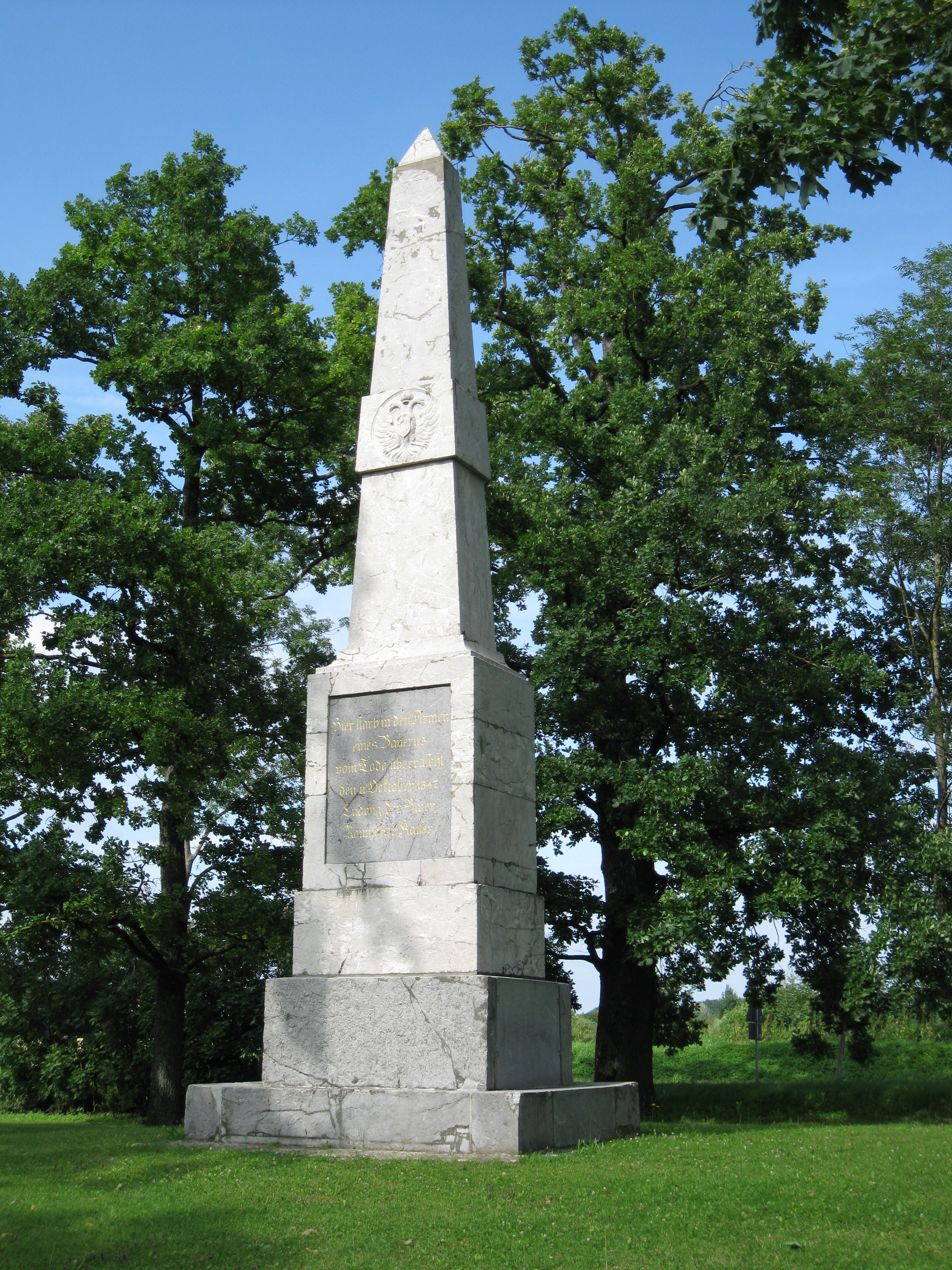
Denkmal für Kaiser Ludwig in Puch bei Fürstenfeldbruck, das an den Todesort des Wittelsbachers erinnert. Die Inschrift des Denkmals lautet: „Hier starb in den Armen eines Bauerns vom Tode überrascht den 11. Oktober 1347 Ludwig der Baier Römischer Kaiser.“

Ludwig galt der Zisterzienserabtei Fürstenfeld als kaiserlicher Wohltäter und Garant für die Würde des Klosters. Abtei und Konvent von Fürstenfeld erhofften sich in Krisenzeiten durch ihre Erinnerung an Ludwig als kaiserlichen Förderer zugleich Schutz vor Aufhebung ihres Klosters. Im 16. Jahrhundert wurde eine freistehende Tumba als repräsentatives Stiftergrabmal geschaffen. 1766 wurden zwei vom Bildhauer Roman Anton Boos aus Holz geschnitzte Stifterbildnisse Ludwigs des Strengen und Ludwigs des Bayern aufgestellt. In der zweiten Hälfte des 18. Jahrhunderts befürchtete Fürstenfeld durch die staatliche Innenpolitik gegen die Kirche Benachteiligungen, es drohte sogar die Aufhebung des Klosters. Zum 450. Todestag des Kaisers 1797 sollte ein Zeichen der Verbindung mit dem wittelsbachischen Herrscherhaus gesetzt werden. Verzögert durch die Koalitionskriege wurde 1808/09 in Puch als Denkmal der marmorne Obelisk errichtet.
In der Neuzeit fand, wie Karl Borromäus Murr beobachtet hat, eine Säkularisierung des Gedächtnisses statt, das sich immer stärker aus dem Zusammenhang einer religiösen Memoria befreite. Der Zugriff auf die Geschichte Ludwigs des Bayern durch wittelsbachische Nachfahren, Geschichtsschreibung und Dichtung des 18. und 19. Jahrhunderts war stets interessengeleitet und standortgebunden. Dem Aufklärer Peter von Osterwald galt der Wittelsbacher als historische Argumentationsfigur für eine bayerische Staatskirchenpolitik. Für Michael Adam Bergmann war Ludwig ein Vorreiter der bürgerlichen Emanzipation, bei Lorenz Westenrieder erscheint er als Verkörperung eines aufgeklärten Herrschers. Im Kaiser-Ludwig-Schauspiel von Johann Nepomuk Längenfeld aus dem Jahr 1779 wurde Ludwig zum antiösterreichischen Symbol. Der bayerische Kurfürst Karl Theodor erklärte sich gegenüber Kaiser Joseph II. bereit, Bayern gegen die österreichischen Niederlande zu tauschen. Der 1778/79 ausgelöste Bayerische Erbfolgekrieg machte die österreichische Bedrohung in Bayern akut. Das Schauspiel stieß vor den 1778 öffentlich gewordenen Tauschplänen beim Publikum auf großes Interesse.

### Moderne
Öffentliche Würdigungen

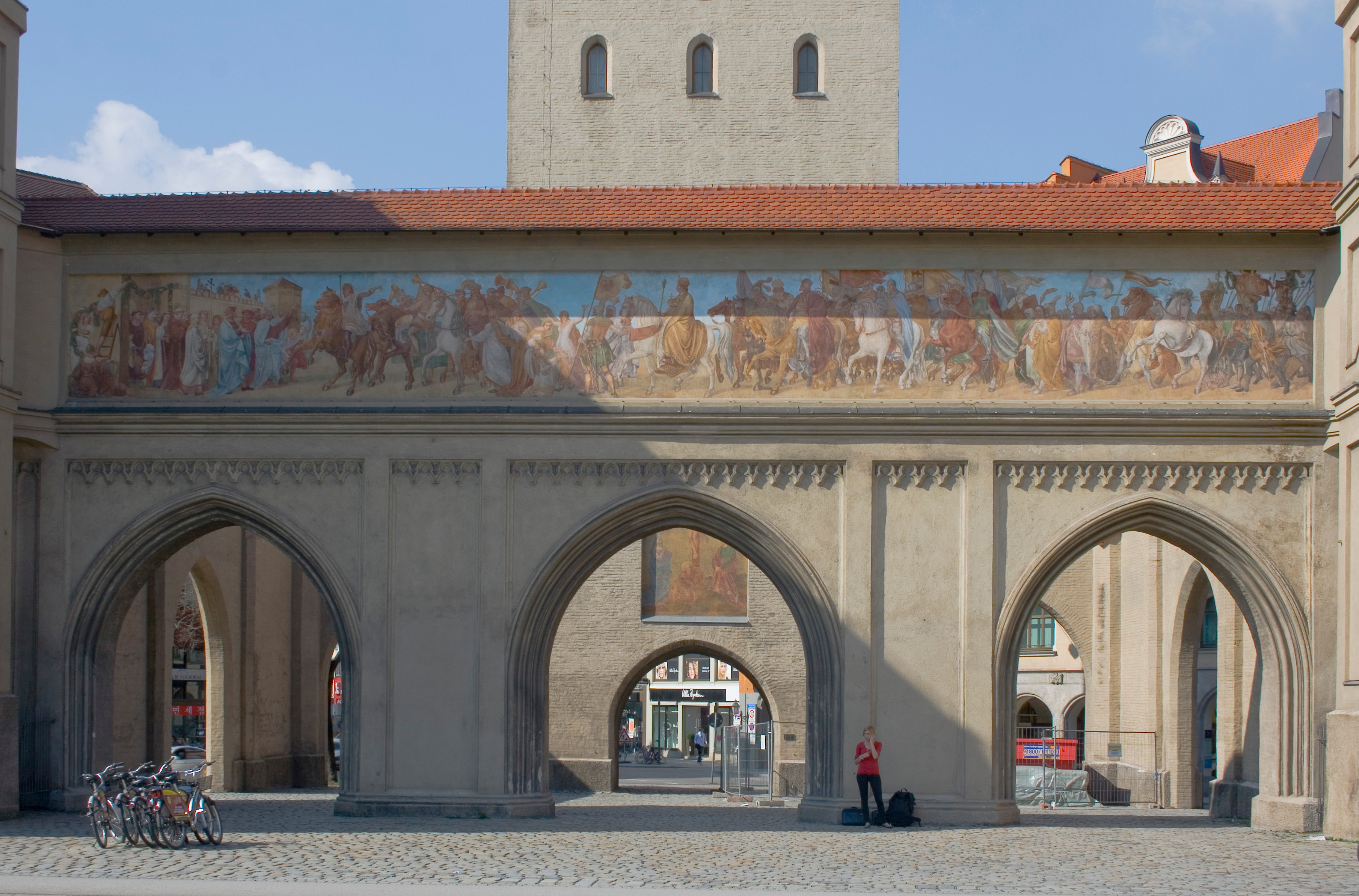
München, Isartor, Fresko entstanden von 1833 bis 1835. Das 20 Meter lange Wandfresko zeigt den feierlichen Einzug Ludwigs des Bayern nach München nach seiner siegreichen Schlacht bei Mühldorf.

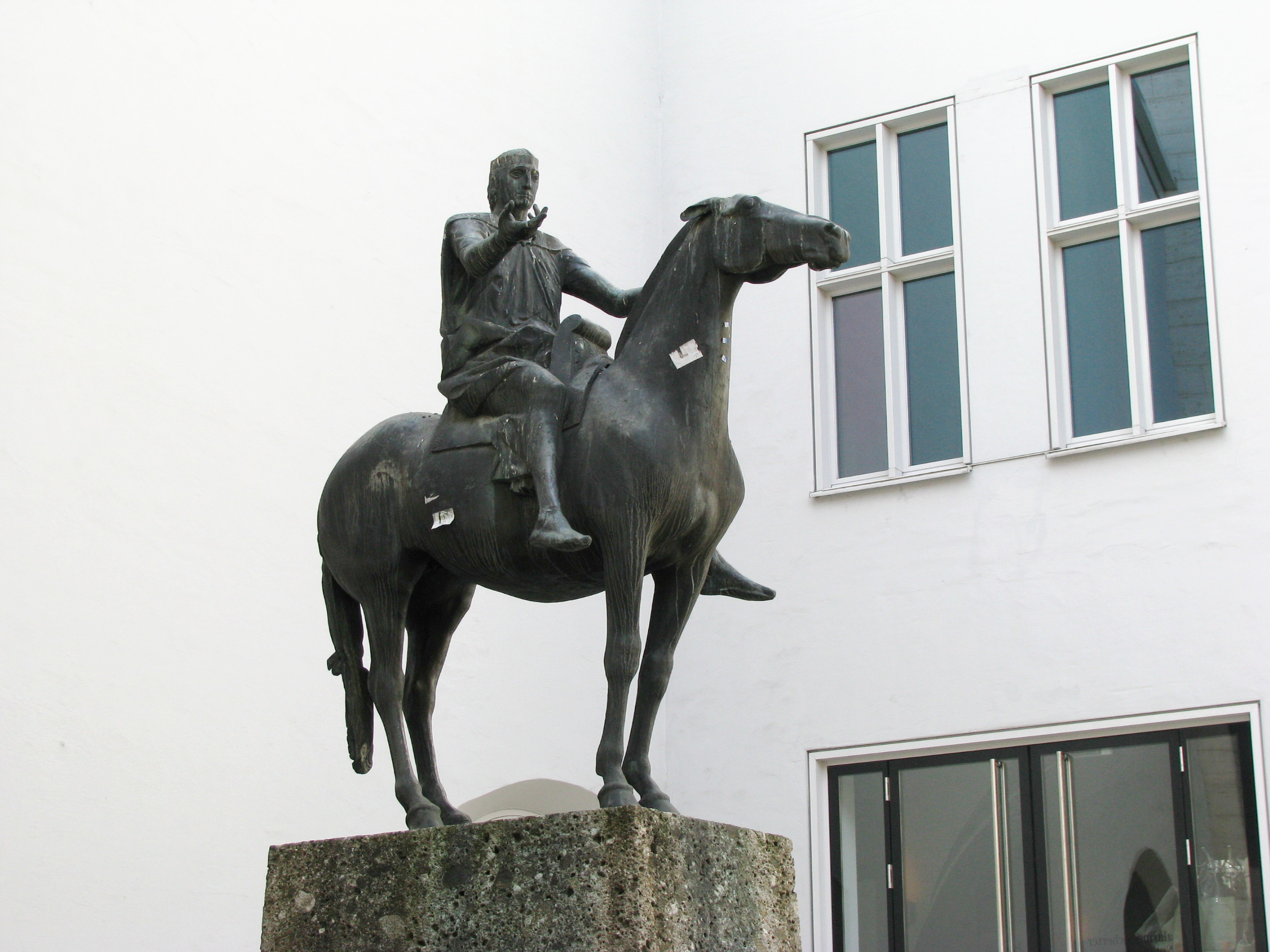
München, Hofgraben, Das Kaiser-Ludwig-Denkmal von Hans Wimmer

1806 wurde das Kurfürstentum Bayern zum Königreich erhoben. Ludwig wurde für die historische Legitimation des jungen Königreichs Bayern herangezogen. Die Bayerische Akademie der Wissenschaften ergriff 1809 die Initiative zur Erforschung der Geschichte des Wittelsbachers. König Ludwig I. ließ das baufällig gewordene Isartor von 1833 bis 1835 erneuern, wobei Ludwig der Bayer auf dem Bildprogramm zum Symbol einer wechselseitigen Treueverpflichtung zwischen Monarch und Volk wurde. Der bayerische König finanzierte auch das von Karl Ballenberger geschaffene Porträt Kaiser Ludwigs des Bayern für den Frankfurter Kaisersaal. Dennoch hatte König Ludwig ein ambivalentes Verhältnis zu Ludwig dem Bayern. Er ließ die Büste des Kaisers aus der Walhalla entfernen, da er ihn wegen seines Wortbruches gegenüber Friedrich dem Schönen vor der Königswahl 1314 für keinen großen Monarchen hielt. Sein Sohn Maximilian bekannte sich wieder ohne Vorbehalte zu Ludwig dem Bayern. Nicht weniger als 13 Ludwig-der-Bayer-Dramen entstanden während seiner Herrschaftszeit.
Im späten 19. Jahrhundert erinnerte man sich in Bayern an Ludwig als Privilegiengeber. Anselm Feuerbach schuf 1877 das Gemälde Kaiser Ludwig der Bayer erteilt Nürnberger Bürgern Privilegien, das die Nürnberger Handelskammer für ihren Sitzungssaal in Auftrag gegeben hatte. Eduard Schwoiser vollendete 1879 das Wandgemälde Kaiser Ludwig der Bayer verleiht der Stadt Landsberg die Münchener Stadtrechte. Es befindet sich im Festsaal des Landsberger Rathauses. Mit dem Ende der monarchischen Regierung in Bayern verlor auch die politische Inanspruchnahme Ludwigs des Bayern an Bedeutung. Er wurde fast ausschließlich zu einem mediävistischen Forschungsgegenstand.
Im Juni 1967 wurde das knapp sechs Meter hohe bronzene Reiterstandbild des Münchener Bildhauers Hans Wimmer im Hofgraben vor dem Tor des Alten Hofs aufgestellt. 2013 wurde es in die bayerische Denkmalliste aufgenommen. Im Dezember 1973 und damit 660 Jahre nach der Schlacht von Gammelsdorf wurde der Schützenverein „Ludwig der Bayer“ wieder gegründet. Ludwigs Beiname „der Bayer“ gilt heutzutage nicht mehr als Schimpfwort, sondern der „landsmannschaftliche Zusammenhalt“ steht im Vordergrund.
Forschung
Die ältere Forschung deutete Ludwigs Herrschaft als historische Übergangszeit zwischen der „Kaiserherrlichkeit“ der Staufer und dem hegemonialen Königtum Karls IV. Nach Sigmund von Riezler war Ludwig der Bayer an „Geist und Charakter so unbedeutend“ gewesen, „daß ihm jede nachhaltige Entwicklung auf den Gang der Ereignisse versagt bleiben mußte“.
Die jüngere Forschung hat diese Sichtweise relativiert. Nach Jürgen Miethke lag die Bedeutung des Wittelsbachers in seiner Integrationsfähigkeit, da es ihm gelang, „wichtige Kräfte, vor allem die Kurfürsten, in seine Verteidigungslinien einzubeziehen“. Ludwig habe „damit doch Weichen gestellt, die für die Richtung der künftigen Entwicklungen noch lange bestimmend blieben“. Michael Menzel bezeichnete die Herrschaftszeit Ludwigs wegen der einschneidenden Veränderungen und neuen Ideen in Reich, Verfassung und Gesellschaft als „Zeit der Entwürfe“. Heinz Thomas legte 1993 eine moderne biographische Darstellung der Herrscherpersönlichkeit und ihrer Zeit vor. Am 23. Januar 1996 wurde Ludwig dem Bayern als Landesherrn eine Tagung gewidmet. Im ehemaligen Zisterzienserkloster Fürstenfeld wurde ein Kolloquium zum 650. Todestag des Kaisers am 11. Oktober 1997 abgehalten. Der Tagungsband erschien 2002.
Am 20. Oktober 2014 jährte sich die Königswahl des Wittelsbachers zum 700. Mal. Zu diesem Anlass fand vom 9. bis 11. Oktober 2012 die internationale Tagung „Ludwig der Bayer (1314–1347). Reich und Herrschaft im Wandel“ im Historischen Kolleg München statt. Dabei lag der Schwerpunkt auf den Veränderungen und den zahlreichen Neuansätzen im Reich, in der Verfassung und in der Herrschaftspraxis des Wittelsbachers. Die Beiträge erschienen im Frühjahr 2014. Das Haus der Bayerischen Geschichte veranstaltete von Mai bis November 2014 in Regensburg die Bayerische Landesausstellung „Kaiser Ludwig der Bayer“ und gab einen Katalog heraus. Anlässlich des Jubiläums und der Bayerischen Landesausstellung legte Martin Clauss eine Darstellung zur Person und Herrschaft Ludwigs IV. vor. Für Clauss war Ludwig in zwei Bereichen erfolgreich: „Als König und Kaiser wies er den päpstlichen Approbationsanspruch nachdrücklich zurück – als Herzog trieb er die Intensivierung der Landesherrschaft voran.“